# Omoerotismo

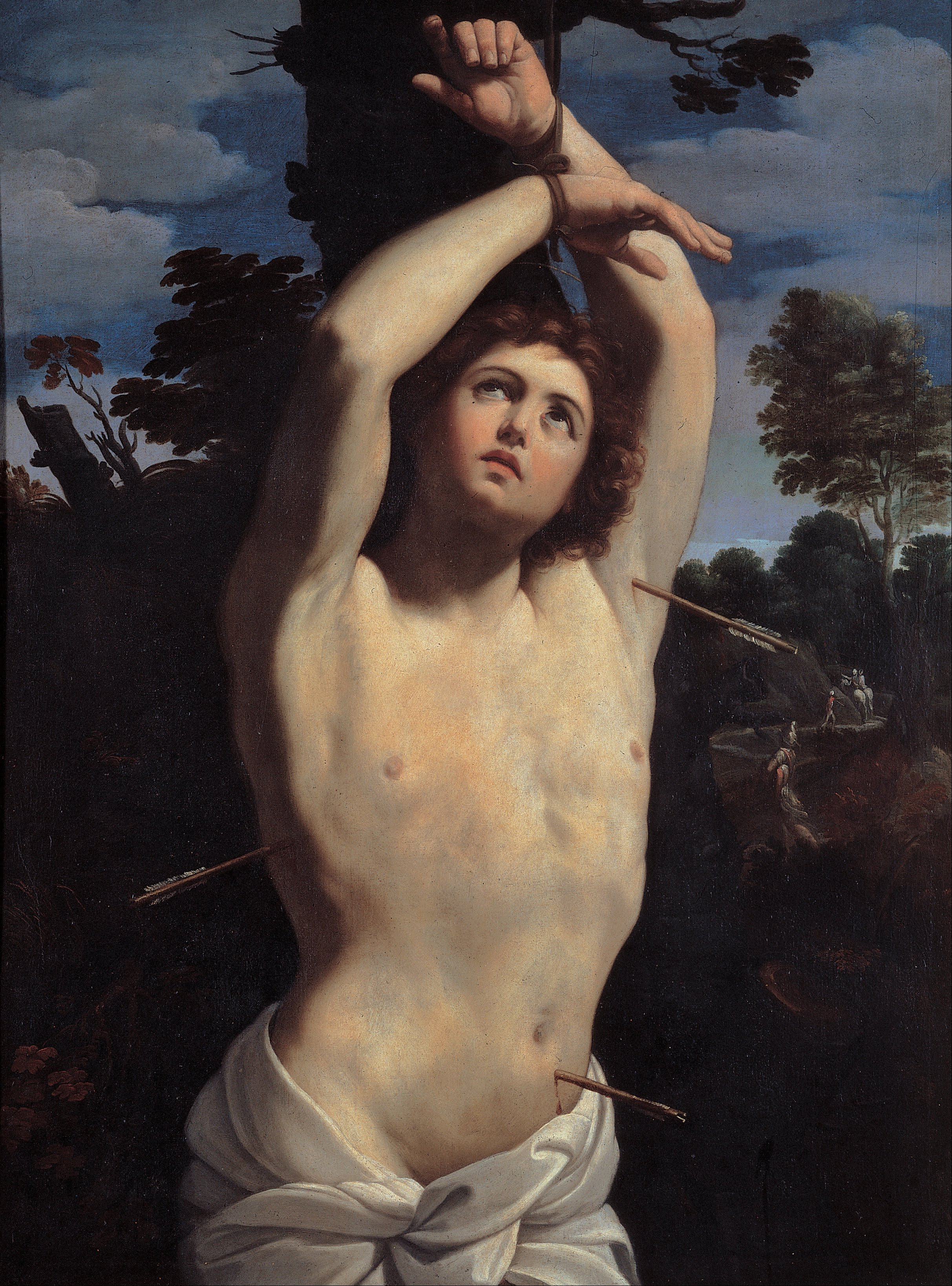
Uno dei tanti San Sebastiano (1615-16 circa) dipinti da Guido Reni, conservato ai Musei capitolini. L'immagine del santo martire trafitto dalle frecce è stata regolarmente descritta come omoerotica.

Con la parola omoerotismo (composta dal termine greco ὅμοιος hòmoios "simile, analogo", che appare nella parola "omosessualità" - e da "erotismo"), ci si riferisce:
1. all'amore e al desiderio fra persone dello stesso sesso, quasi sempre (ma non esclusivamente) per indicare le loro manifestazioni non esplicite (cioè, prive di rappresentazioni di rapporti sessuali o di richiami sessuali di tipo omosessuale) nelle arti visive e in letteratura.
2. ai forti legami affettivi tra persone dello stesso sesso (anche eterosessuali) che abbiano un'intensità amorosa (addirittura fino a sfociare in un sentimento di gelosia) ma escludano la sessualità, come l'amicizia intima, l'amicizia amorosa, l'amicizia romantica e il cameratismo, il matrimonio bostoniano, la fratellanza di sangue, ecc. L'esclusione della sessualità può, comunque, essere solo teorica in tutti quei casi in cui si tratti, in realtà, di relazioni omosessuali camuffate per essere meglio accettate da una società che le condanni. Questi legami affettivi sono stati teorizzati anche da movimenti giovanili quale quello dei Wandervogel (gli uccelli vagabondi) oppure dall'organizzazione Gemeinschaft der Eigenen di Adolf Brand ad inizio '900.
3. Nell'uso inglese contemporaneo (e, quindi, nelle traduzioni italiane da tale lingua) il termine "homoeroticism" è però spesso usato nel significato esattamente opposto di "arte esplicitamente erotica a carattere omosessuale".
4. Infine, alcuni autori usano "omoerotismo" come eufemismo per evitare il termine "omosessualità", da loro giudicato "troppo forte" per la presenza della parola "sessualità". Tale uso è però minoritario.

Anche se l'omoerotismo - nella sua qualità di ideale estetico, come un insieme di tradizioni artistiche e performative, in cui tali sentimenti possono essere incorporati nella cultura e, quindi, espressi nella società più ampia - può differire dall'attrazione esplicitamente omoerotica, alcuni autori hanno citato l'ispirazione proveniente dalle esperienze personali riportate da autori antichi quali Catullo, Tibullo e Properzio nella loro poesia apertamente omoerotica.

## Definizione e classificazioni

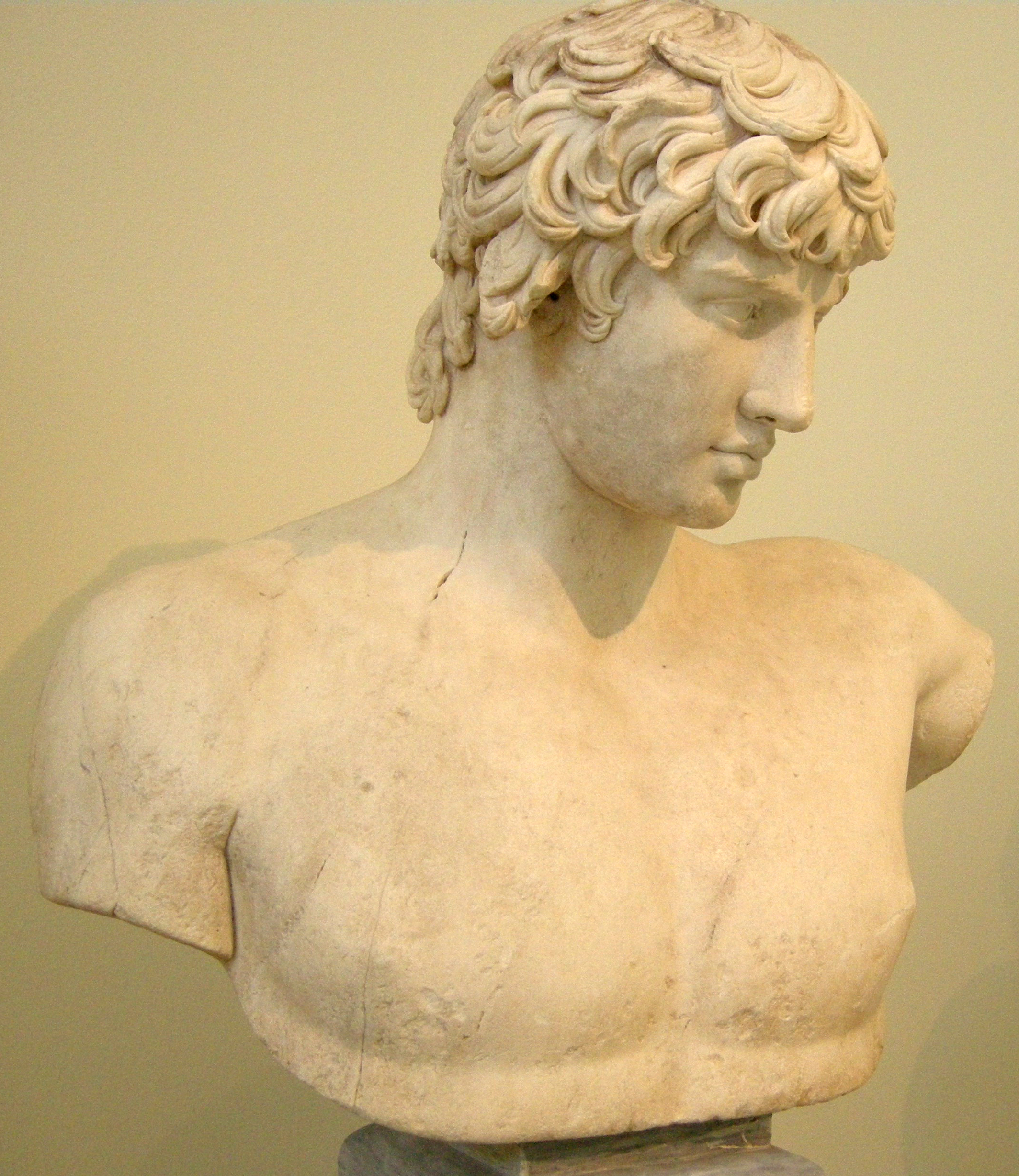
Un busto di Antinoo, il ragazzo amato e divinizzato dall'imperatore Adriano. Esempio di arte adrianea, conservato al Museo Archeologico Nazionale di Atene.

In quanto espressione del desiderio affettivo-romantico-erotico diretto verso persone dello stesso sesso, così come appare in letteratura e nell'arte in generale, rinvia direttamente alla concezione di omosessualità nell'antica Grecia, in forma di pederastia greca la quale era parte integrante del tessuto sociale 

### Psicologia
Il termine è stato creato dallo studioso di psicoanalisi tedesco Sándor Ferenczi nel 1911 con l'intento di spiegare un particolare ambito interno alla propria teoria sul narcisismo, definendolo una fase intermedia tra l'autoerotismo e l'eterosessualità; è stato in seguito usato per parlare della struttura psicologica dell'omosessualità come sintomo di nevrosi, ma oggi questo suo senso eminentemente psicoanalitico è caduto in disuso.
Per Sigmund Freud, piuttosto che essere una questione riguardante solo una minoranza di uomini che s'identificano come omosessuali, l'omoerotismo è, invece, parte della stessa formazione di tutti gli uomini come soggetti umani e attori sociali.

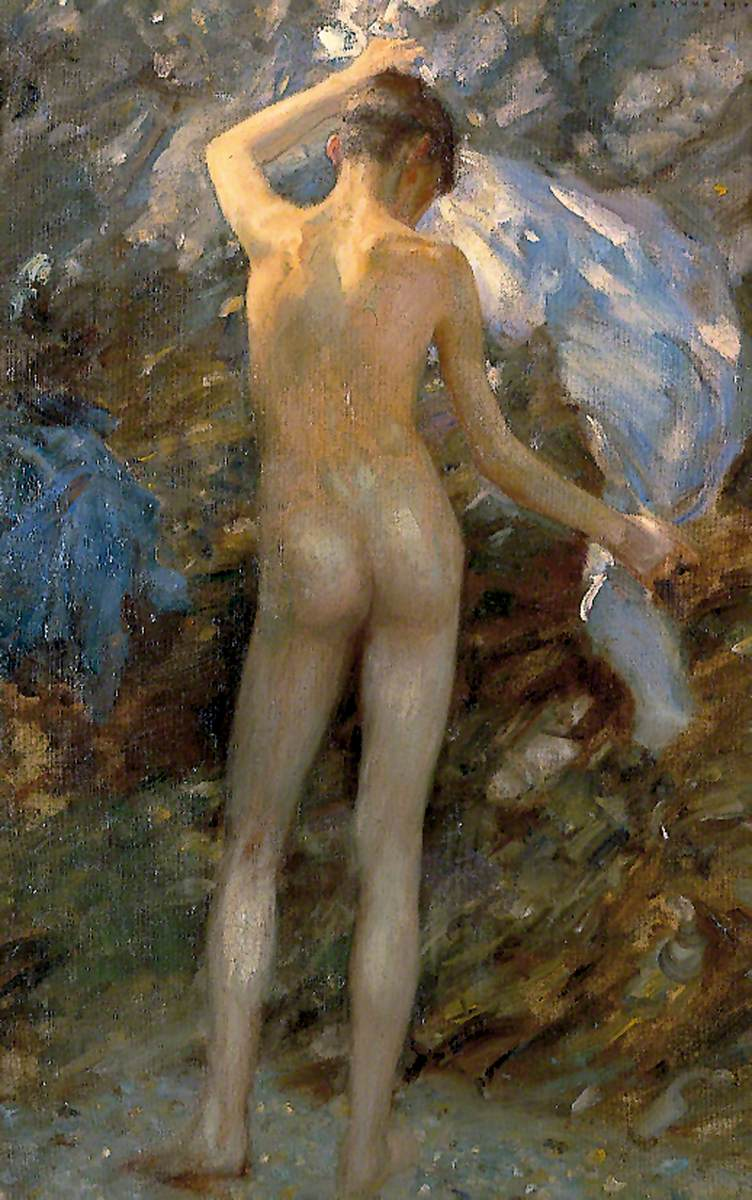
The BlueJacket (1910), di Henry Scott Tuke.

### Sociologia
Incorporato in sociologia per descrivere la tensione erotica presente tra individui dello stesso sesso, ma senza alcuna implicazione sessuale.

## Omoerotismo volontario o involontario
L'omoerotismo può essere presente in un'opera d'arte in modo volontario o involontario. L'omoerotismo volontario può essere a sua volta:
- il risultato di una scelta deliberata da parte di un autore omosessuale, che però sceglie di non affrontare apertamente il tema omosessuale per una varietà di motivi (leggi che lo proibiscono, motivi morali o religiosi, timore di ritorsioni, censura, ecc.). In questo caso è legittimo leggere nel contesto di produzione l'opera per verificare se essa non esprima, per i parametri dell'epoca, i sentimenti e l'attrazione fra persone dello stesso sesso in modo più intenso ed, in qualche modo, "insolito" rispetto al contesto di produzione. "Amicizia spirituale" o "amicizia amorosa", "amicizia intima", "affetto", "cameratismo", "affinità" e quant'altro, possono essere, in questi casi, trasparenti metafore per descrivere l'amore omosessuale in modo socialmente accettabile (e soprattutto non condannabile per legge).
- Il risultato di una scelta deliberata da parte di un autore non omosessuale, nei periodi nei quali un grande artista o movimento artistico dalla forte sensibilità omoerotica abbia imposto come accettabile, nell'arte di tale periodo, l'omoerotismo. Come esempio si può citare l'estetica neoclassica, che recupera dall'antichità greca l'apprezzamento della bellezza del corpo nudo maschile, o l'accademismo ottocentesco che si rifà a tale filone, o il caravaggismo, o il Rinascimento italiano subito prima della Controriforma. In tali contesti, l'omoerotismo è, per così dire, "ambientale" e non rivela necessariamente preferenze dell'autore, anche se poi, in periodi come questi, abbondano gli artisti omosessuali che approfittano del clima più tollerante per esprimere, in modo più aperto, le loro preferenze.

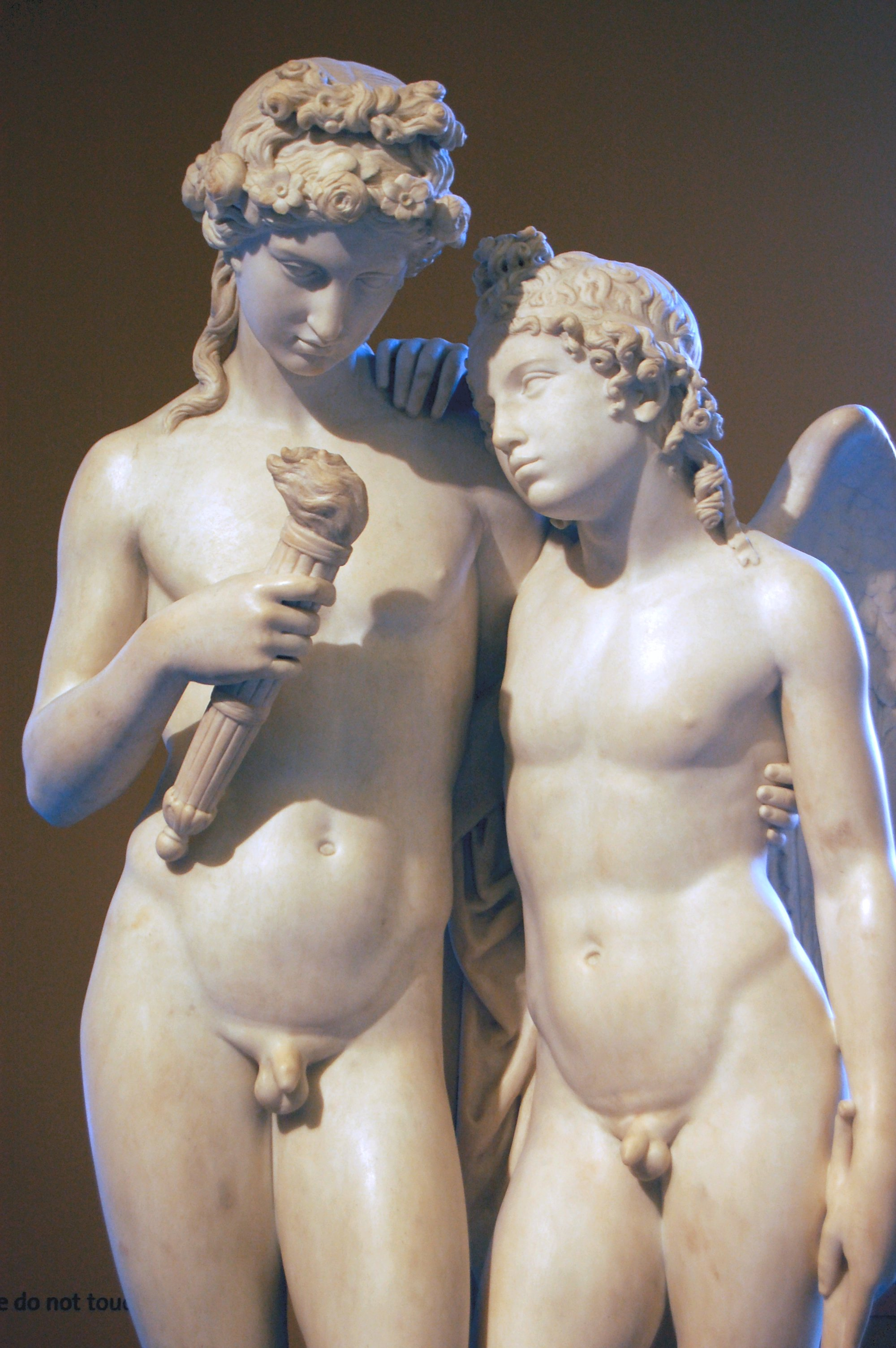
Cupido ravviva la fiaccola di Imene di George Rennie.

- Parlando di artisti del passato, un risultato estraneo alle intenzioni dell'autore, che intendeva solo esprimere deliberatamente sentimenti che per la sua epoca o per la sua cultura non erano connotati in senso omosessuale, anche se possono apparire tali alla nostra epoca e alle nostre convenzioni sociali. Quale esempio possiamo prendere le società arabe contemporanee, nelle quali tenersi per mano per strada fra due amici è un atto socialmente normale, totalmente privo di implicazioni erotiche, mentre nella cultura occidentale è un chiaro gesto che esprime intimità affettiva. Occorre, quindi, fare attenzione a non leggere un'opera d'arte proveniente da questo contesto, che rappresentasse una scena di questo tipo, attraverso la griglia interpretativa del nostro tempo. Gli stessi gesti, in contesti sociali e storici diversi, possono avere o non avere affatto valenza omoerotica / omosessuale. Ovviamente vale anche il principio inverso: oggi può facilmente sfuggire all'osservatore non specialista il significato di gesti che nell'antichità o in un contesto dato hanno avuto o hanno un chiaro significato di seduzione/supplica o d'intimità anche erotica (per esempio: carezzare il mento (upochorizein), anche solo sfiorandolo o appoggiando la punta delle dita, nell'arte greca).

L'omoerotismo involontario si può avere, invece, nel caso in cui un artista abbia scelto di negare l'espressione dei propri desideri affettivi ed erotici per persone dello stesso sesso, non intenda renderli pubblici, non desideri che essi traspaiano nelle sue opere, non intenda esprimersi direttamente sui temi dell'amore e dell'attaccamento e dell'attrazione fisica fra persone dello stesso sesso.

Di solito queste strategie sono relativamente (anche se di rado totalmente) efficaci nell'epoca dell'artista in questione; tuttavia, in una prospettiva successiva, avendo una visione d'insieme dell'arte di un periodo storico, è possibile notare (a volte con estrema chiarezza) slanci, commozioni, turbamenti, debolezze di un artista ogni volta che si avvicini alla bellezza e all'intimità fra o con persone del suo stesso sesso, che possono raggiungere un'intensità omoerotica, nonostante le intenzioni originali dell'autore.

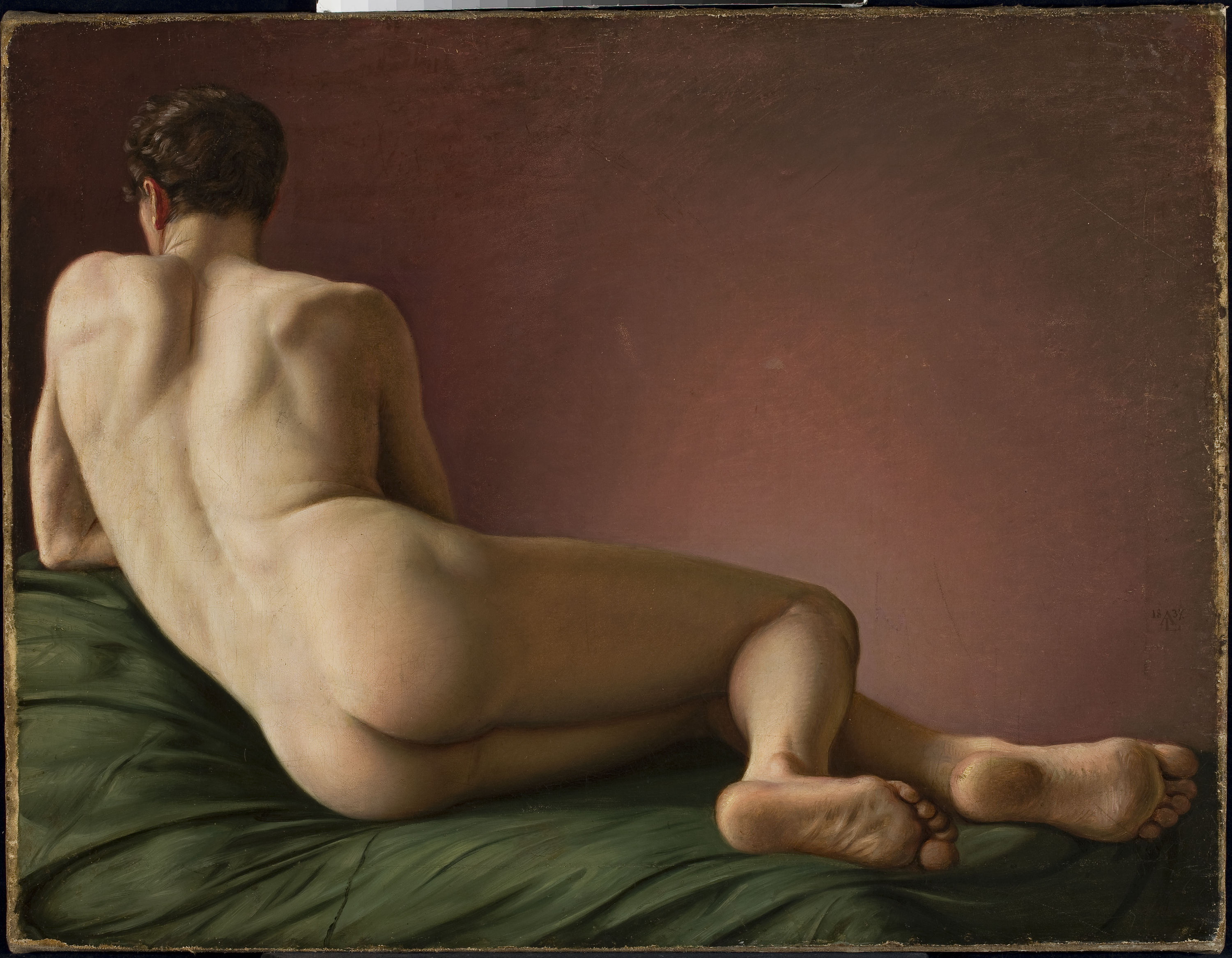
Maschio nudo disteso, di Aleksander Lesser (1837), Museo nazionale di Varsavia. Il dipinto è stato esposto alla mostra temporanea di arte omoerotica Ars Homo Erotica.

Si può avere anche il caso di artisti che alternano, in fasi diverse della loro produzione, un atteggiamento volontario ed uno involontario, che, ovviamente, di solito, è molto meno marcato; come esempio si può prendere Guido Reni, che inizia con opere connotate da forte omoerotismo esplicito (il suo San Sebastiano è addirittura usato come icona masturbatoria da Yukio Mishima nel suo Confessioni di una maschera), sul filone caravaggesco, ma che dopo la conversione religiosa si dedica a soggetti devozionali, nei quali l'attenzione omoerotica traspare solo episodicamente, raggelata, e sicuramente contro la volontà dell'autore.

Viceversa, si dà il caso di artisti che dopo inizi timidi e poco espliciti, hanno maturato una ricerca deliberata di risultati di tipo omoerotico in una fase successiva della loro arte.

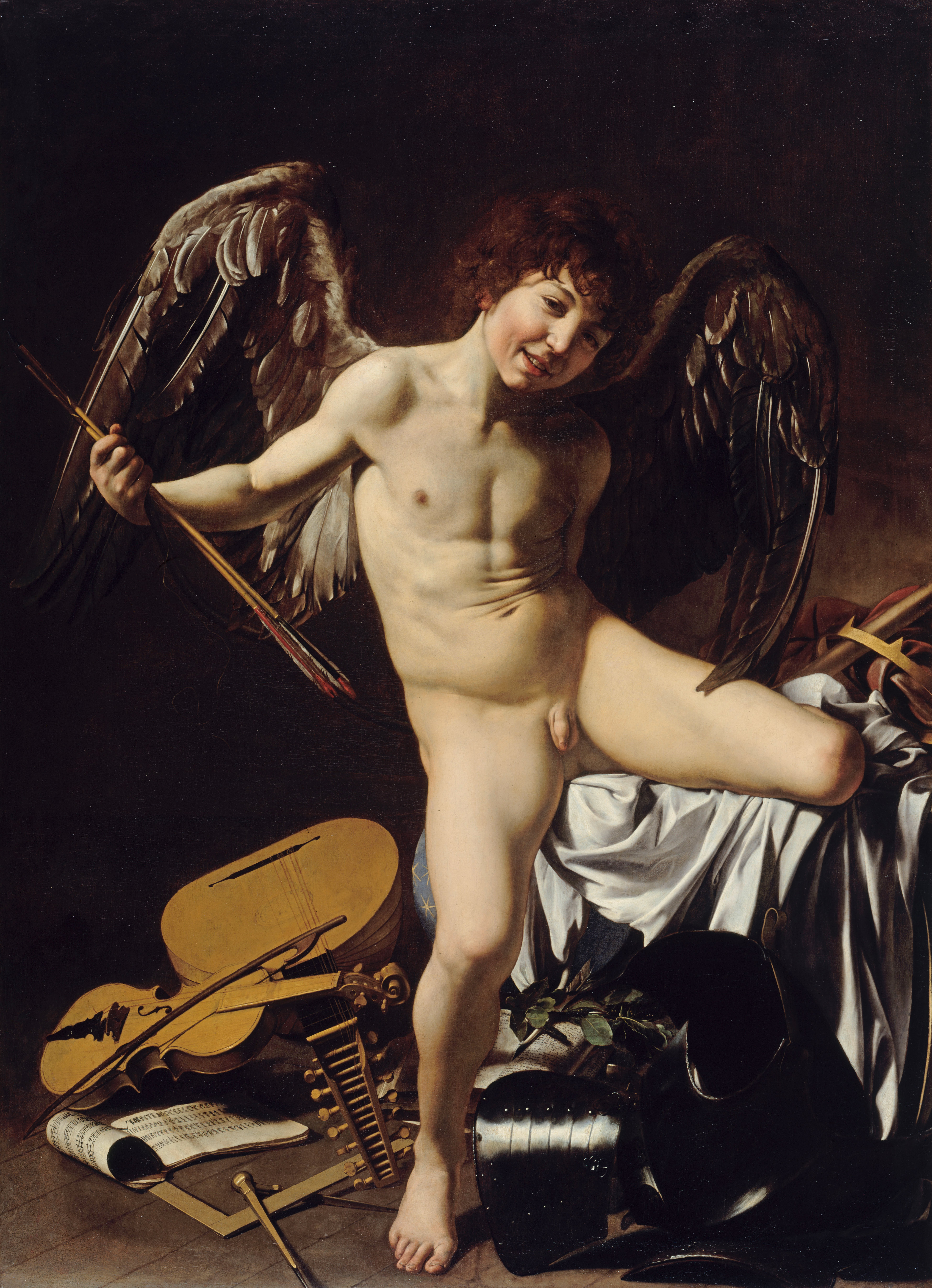
Amor vincit omnia (1601-02 circa), di Michelangelo Merisi detto il "Caravaggio".

## Differenza dalla pornografia
L'arte omoerotica è solitamente impercettibile e contiene una "carica emotiva"; che è il fattore principale che la distingue dalla pornografia che, invece, involve atti sessuali espliciti. Per questo, spesso l'omoerotismo può sfuggire alla censura.
Il materiale omoerotico può, nonostante tutto, essere più potente della pornografia, dato che spesso è richiesta dell'immaginazione per renderli esplicitamente eccitanti.

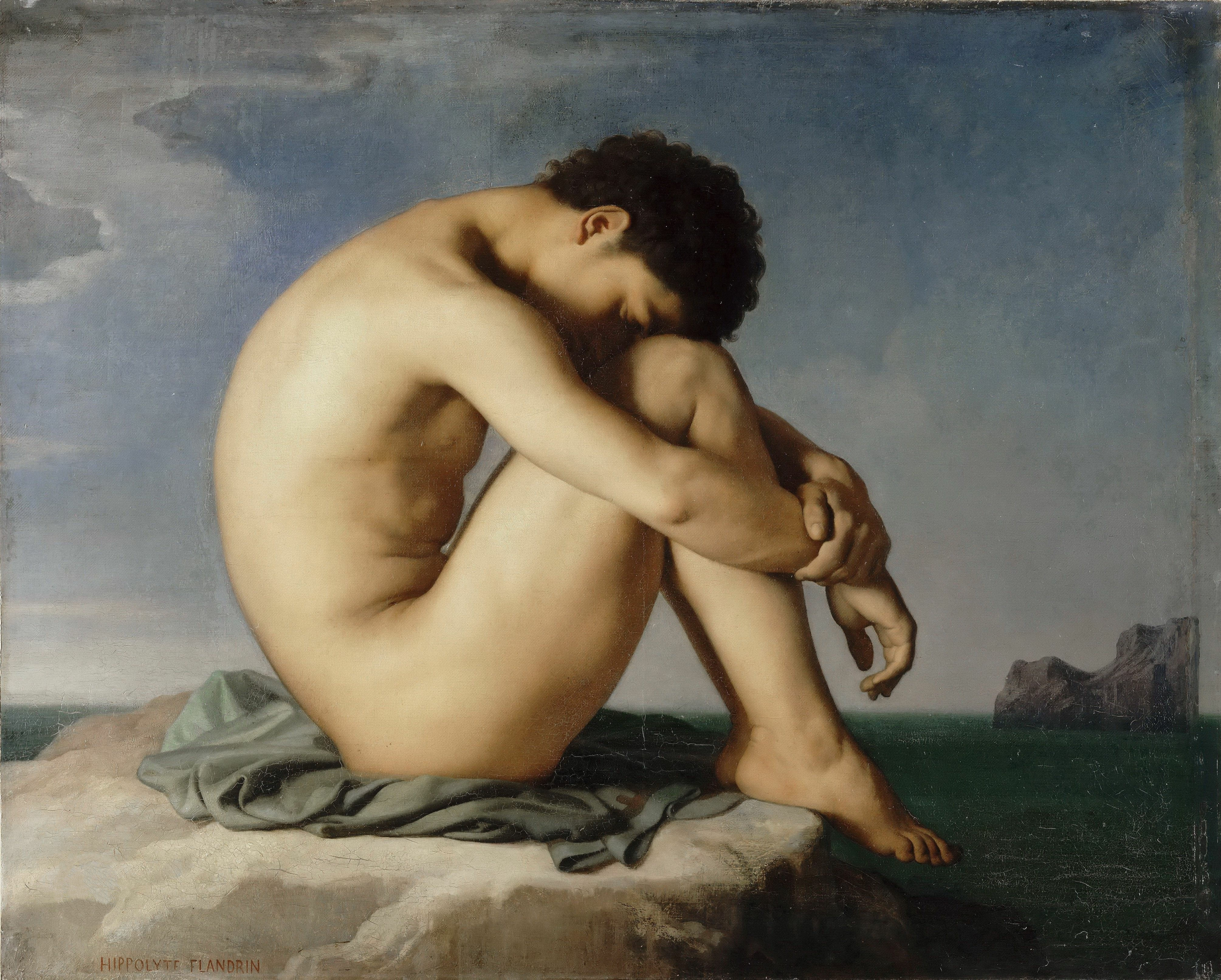
Giovane uomo nudo seduto in riva al mare, (1835) di Hippolyte Flandrin.

## Attribuzione dell'omoerotismo da parte dei critici
Qualche volta, i critici rilevano omoerotismo nelle opere d'arte, anche quando l'autore avrebbe probabilmente negato la presenza di tale argomento. Comunque, può ancora essere valido etichettare l'opera come parte della tradizione dell'omoerotismo, poiché l'opera può avere risvegliato tali sentimenti nella parte omosessuale del pubblico ed influenzato la produzione artistica futura.

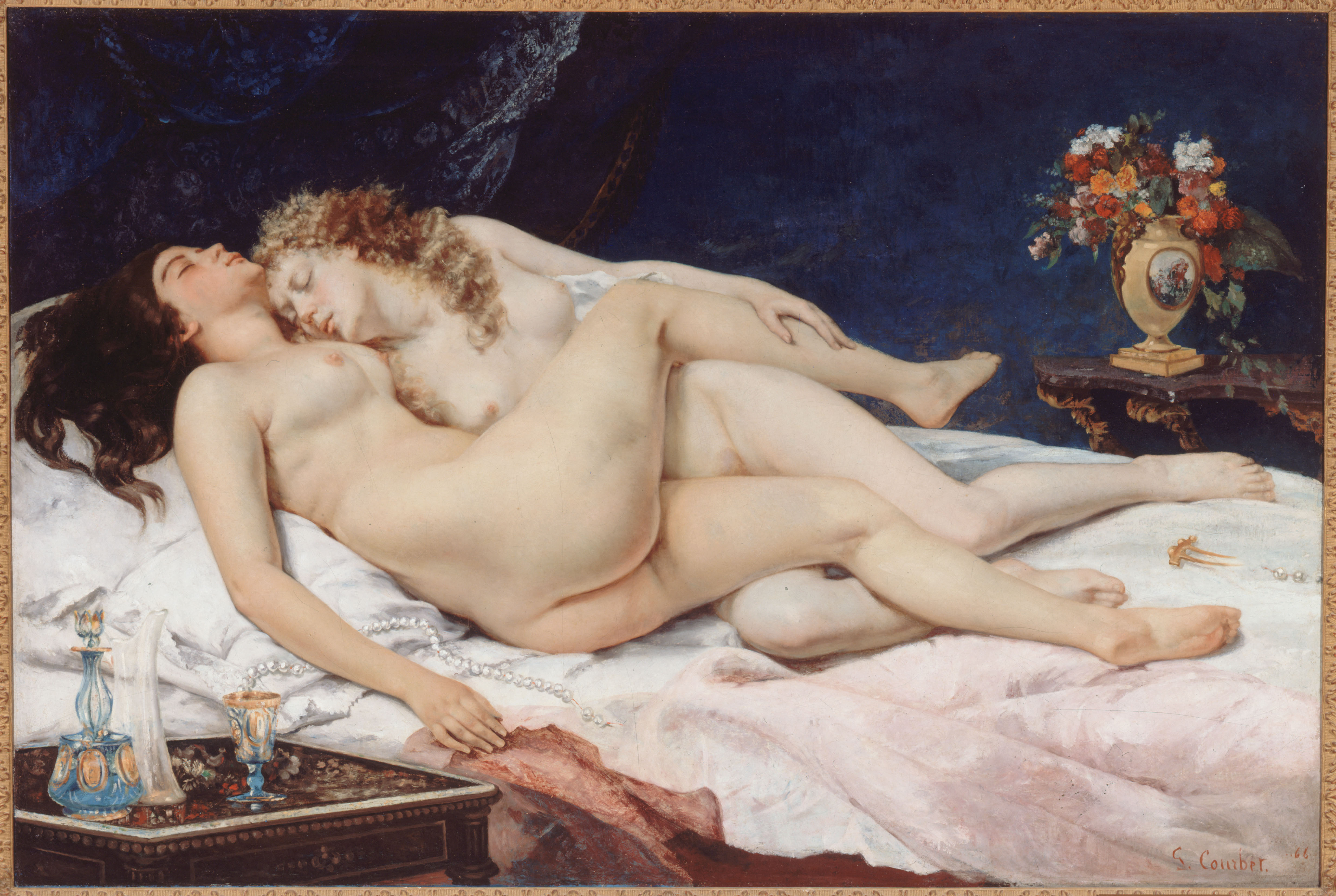
Il Sonno (dettaglio, 1866), di Gustave Courbet.

## Omoerotismo nelle arti
L'omoerotismo è principalmente apprezzato per la sua qualità di stimolo ed ispirazione nell'espressione artistica delle arti visive, della letteratura e delle arti performative; caratterizzato per la rappresentazione del desiderio omosessuale nella sua forma più emotiva e naturale, frequentemente evocando scene di forte sensualità ed erotismo che coinvolgono temi quali il nudo artistico, il nudo maschile nella fotografia, l'arte erotica, la letteratura erotica ed il film erotico.
Dopo aver dato un ampio contributo allo sviluppo della arte antica, dalla scultura greca alla poesia greco-latina, l'omoerotismo scompare quasi del tutto in epoca medioevale (a causa della criminalizzazione politica dell'omosessualità e delle sue espressioni più pratiche, come la sodomia) e risorge con le maggiori opere d'arte del rinascimento italiano.
Quando venne chiesto in tribunale ad Oscar Wilde (processato per sodomia dopo esser stato accusato in tal senso dal padre del suo giovane amante) cosa fosse quest'amore di cui tanto parlava, egli rispose con una delle più alte dichiarazioni omoerotiche mai espresse: 

### Nelle arti visive

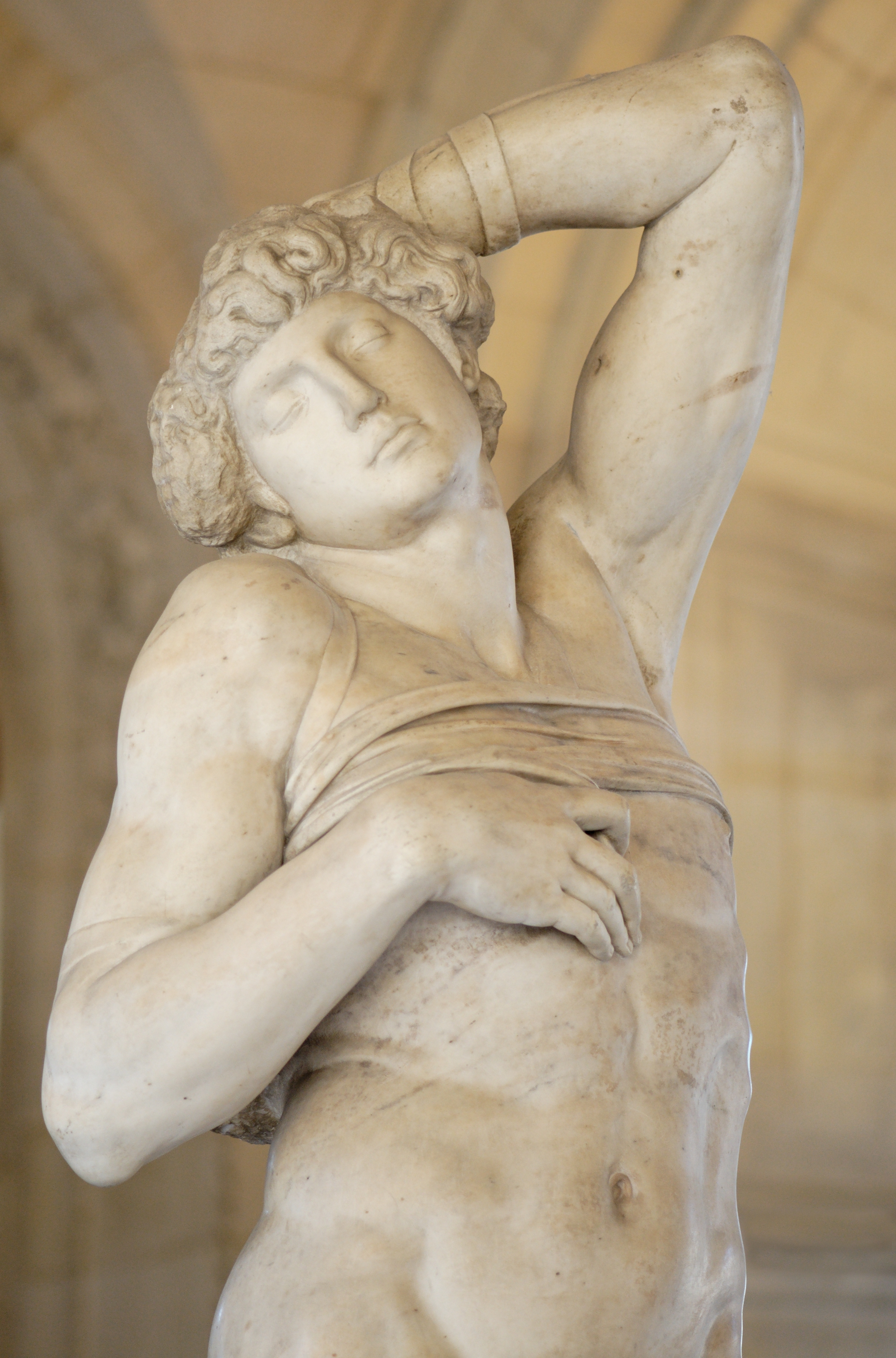
Particolare dello Schiavo morente di Michelangelo Buonarroti.

Gli esempi di omoerotismo maschile nelle arti visive vanno di pari passo con le epoche storiche: le ceramiche dell'antica Grecia e le anfore di vino dell'antica Roma (la Coppa Warren) illustrano questo sentimento fin dall'antichità classica.

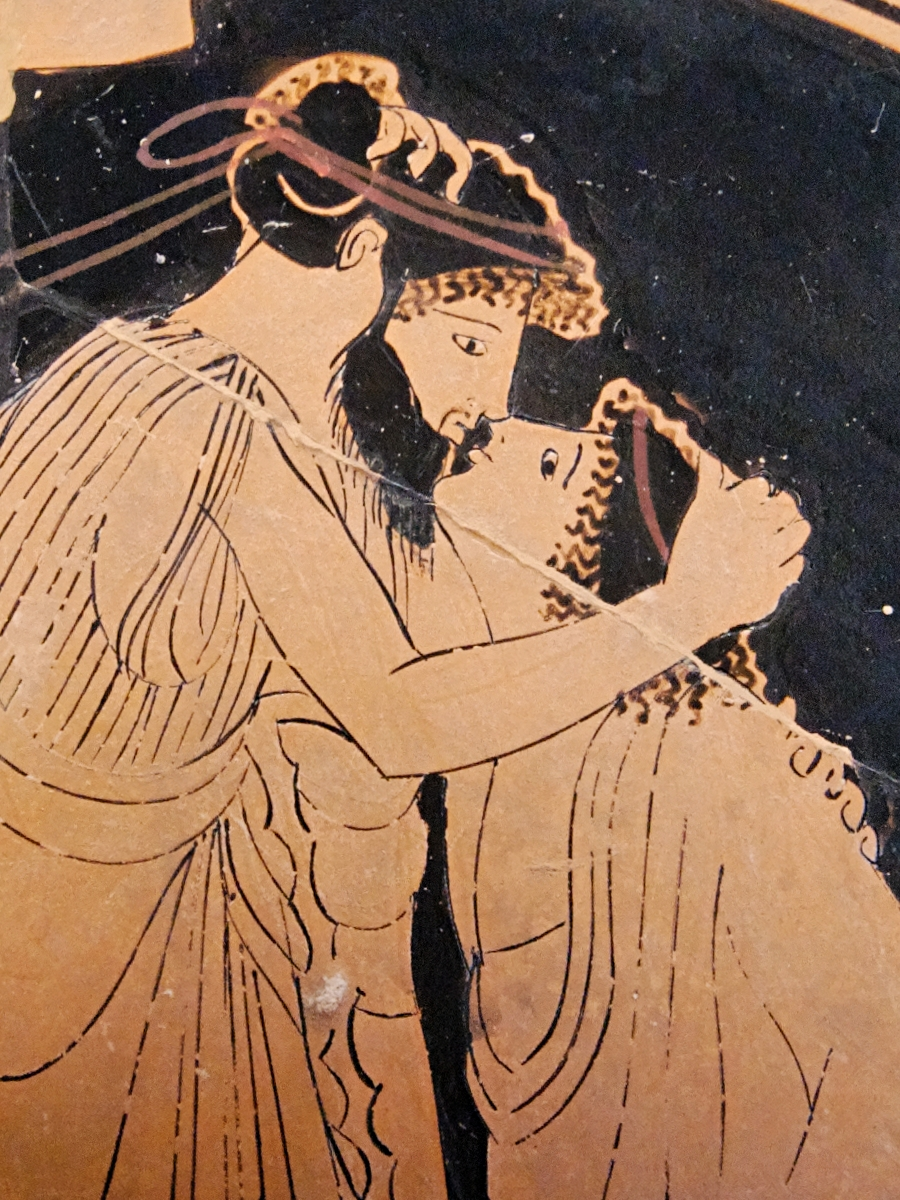
Bacio tra erastès e eromenos (Particolare, V secolo a.C.).
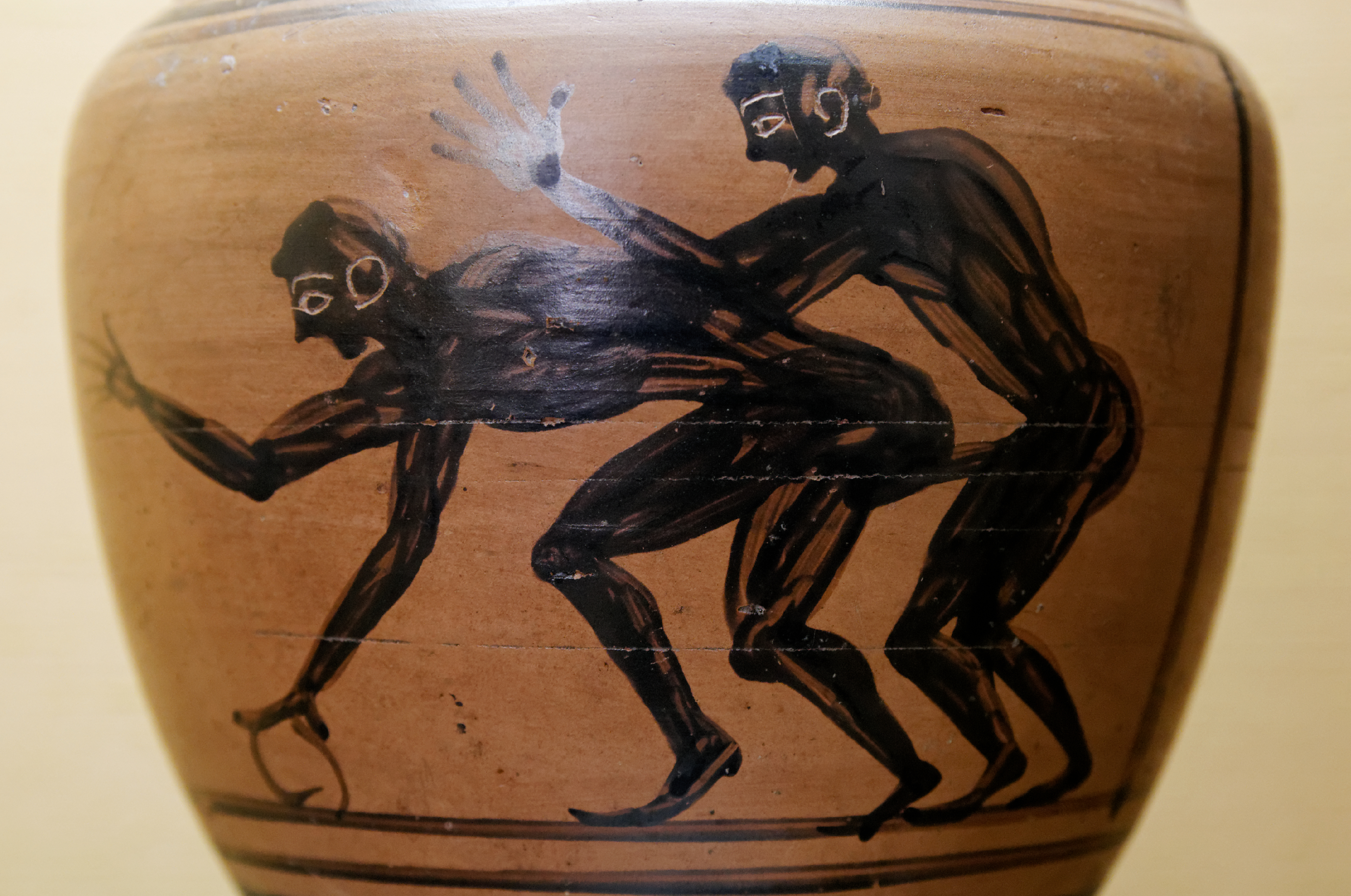
Dettaglio di una ceramica etrusca (Siglo IV a.C.).
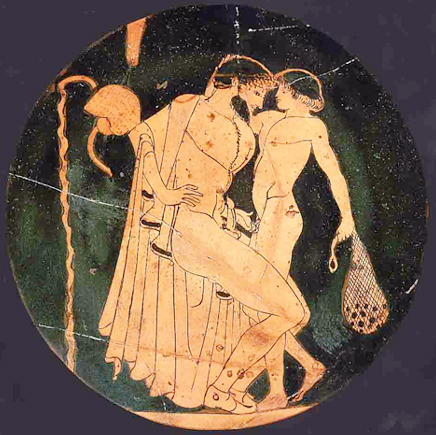
Scena di pederastia al ginnasio
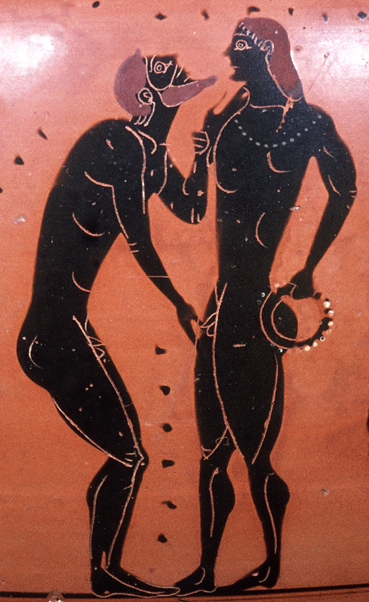
Scena su vaso datato 540 a.C.
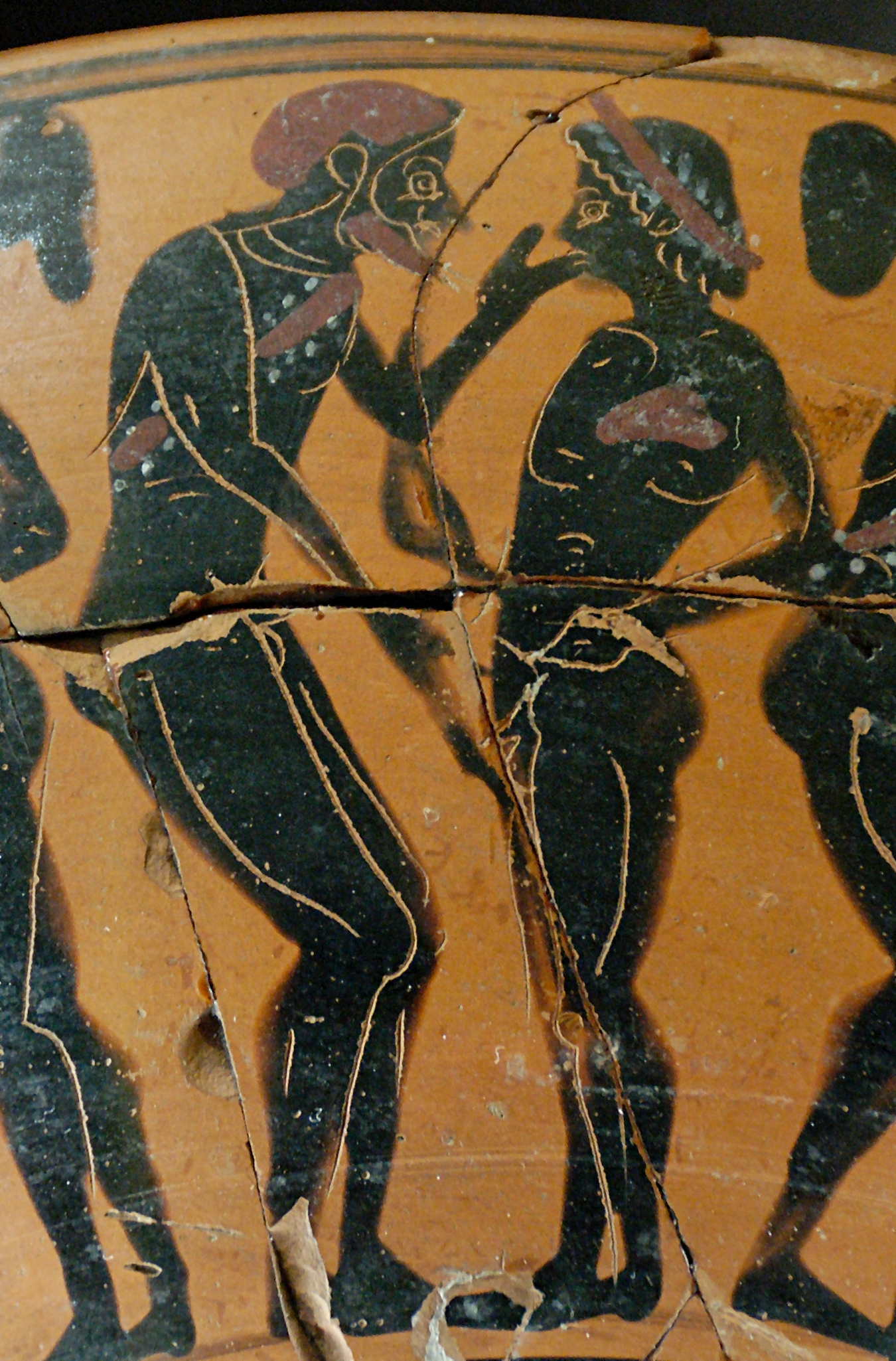

### Nella scultura
La scultura greca sottolinea la naturalezza della sessualità umana e delle sue varie espressioni, per cui era abituale la rappresentazione di tali atti in oggetti d'utilizzo anche quotidiano come tazze, bicchieri, vasi, urne e altri manufatti. In alcune occasioni la sessualità rappresentava la divinità o la sovrannaturalità, come nel caso dei fascinus (figure falliche esagerate), utilizzati come amuleti per invocare la protezione divina.
Alcune opere del periodo della scultura greca classica che enfatizzano la venerazione e il culto della forma del corpo umano - maschile soprattutto, ma in misura minore anche della forma del corpo umano femminile - sono considerate a tutti gli effetti omoerotiche, come ad esempio quelle che raffigurano gli dei (Apollo, Ermes, Dioniso e Afrodite) o gli eroi della mitologia greca, tipo Perseo e Eracle, od, infine, figure atletiche riconducibili ai giochi olimpici antichi.
Nella rappresentazione plastica di scene omoerotiche prese dalla mitologia classica, vi sono quelle relative ad episodi della vita di Pan, che insegna l'arte del flauto a Dafni, di Achille che onora di degni funerali il corpo dell'amatissimo amico Patroclo, di Zeus che corteggia il bell'adolescente Ganimede.
Nella scultura rinascimentale si ha un ritorno del nudo come tecnica per rappresentare, in un certo qual modo, la "divina perfezione" umana, concetto questo caro all'antropocentrismo, e che ha ispirato la creazione di sculture dal contenuto omoerotico così palese ed evidente che non si vedeva dai tempi dell'antichità classica: Michelangelo Buonarroti plasmò le caratteristiche dell'omoerotismo rinascimentale in sculture come il Crocifisso di Santo Spirito (1492), Bacco (1497), David (1504) e lo Schiavo morente (1513).

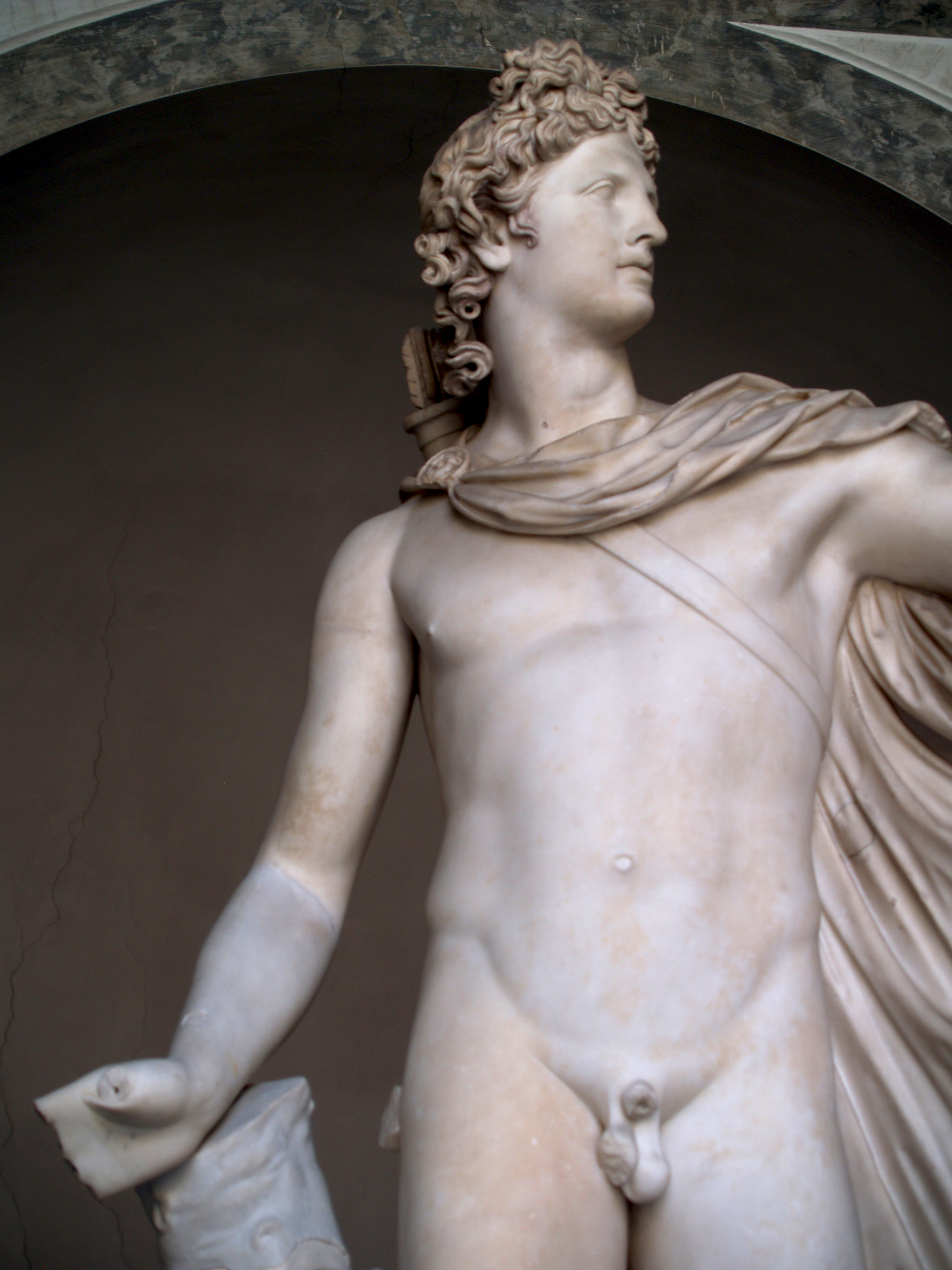
Particolare dell'Apollo del Belvedere
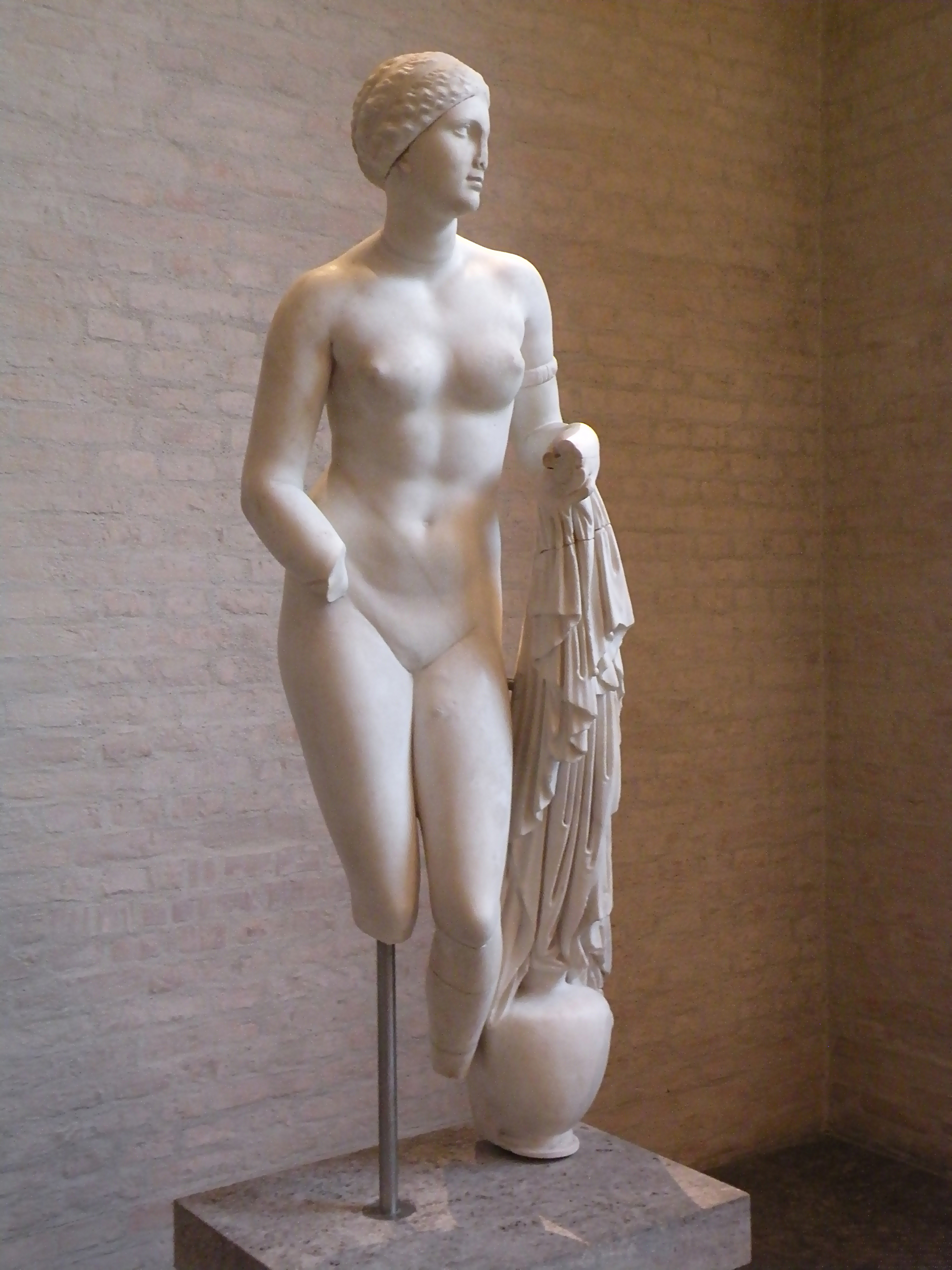
L'Afrodite di Cnido
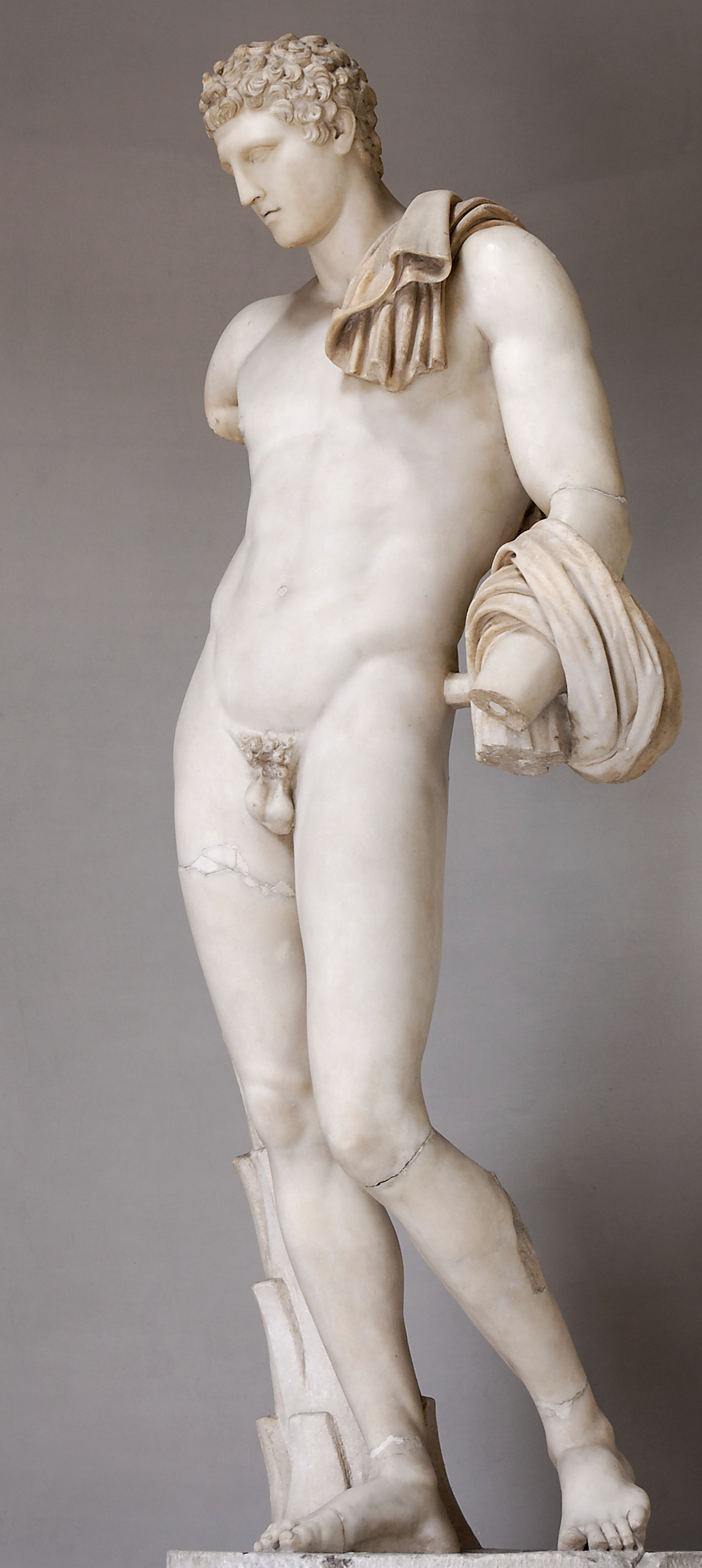
Ermes di Prassitele
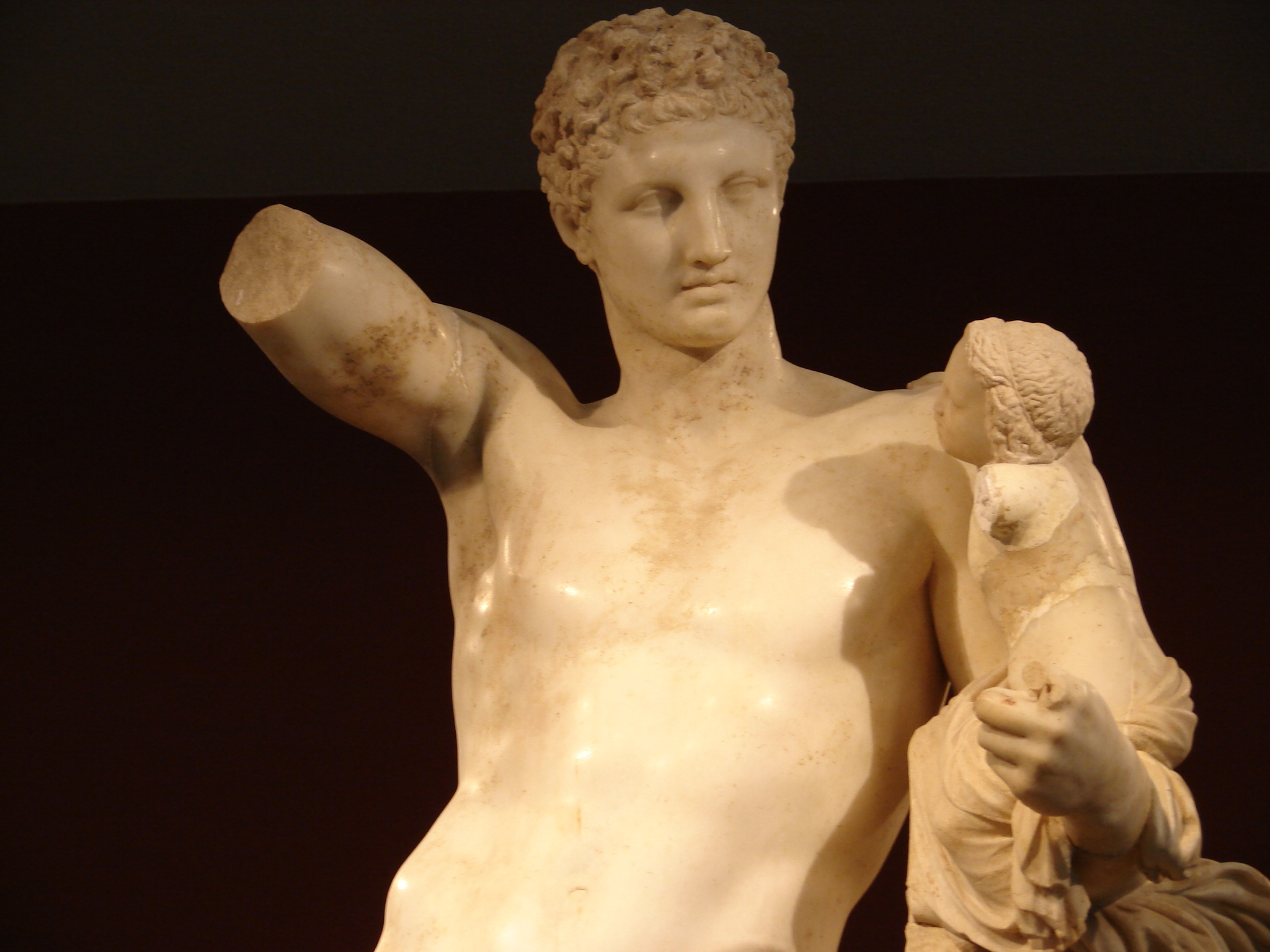
Particolare di Hermes con Dioniso
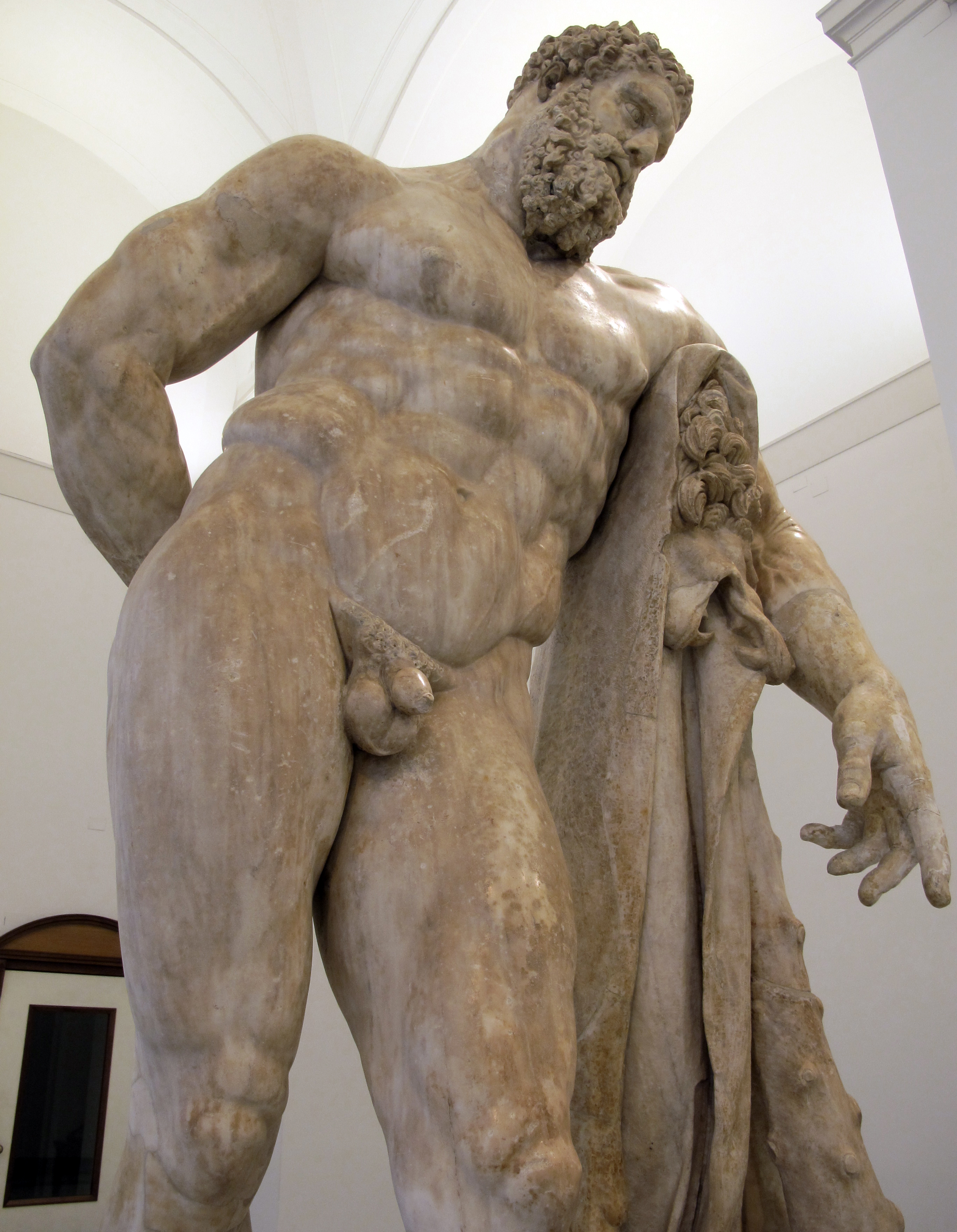
Particolare dell'Ercole Farnese
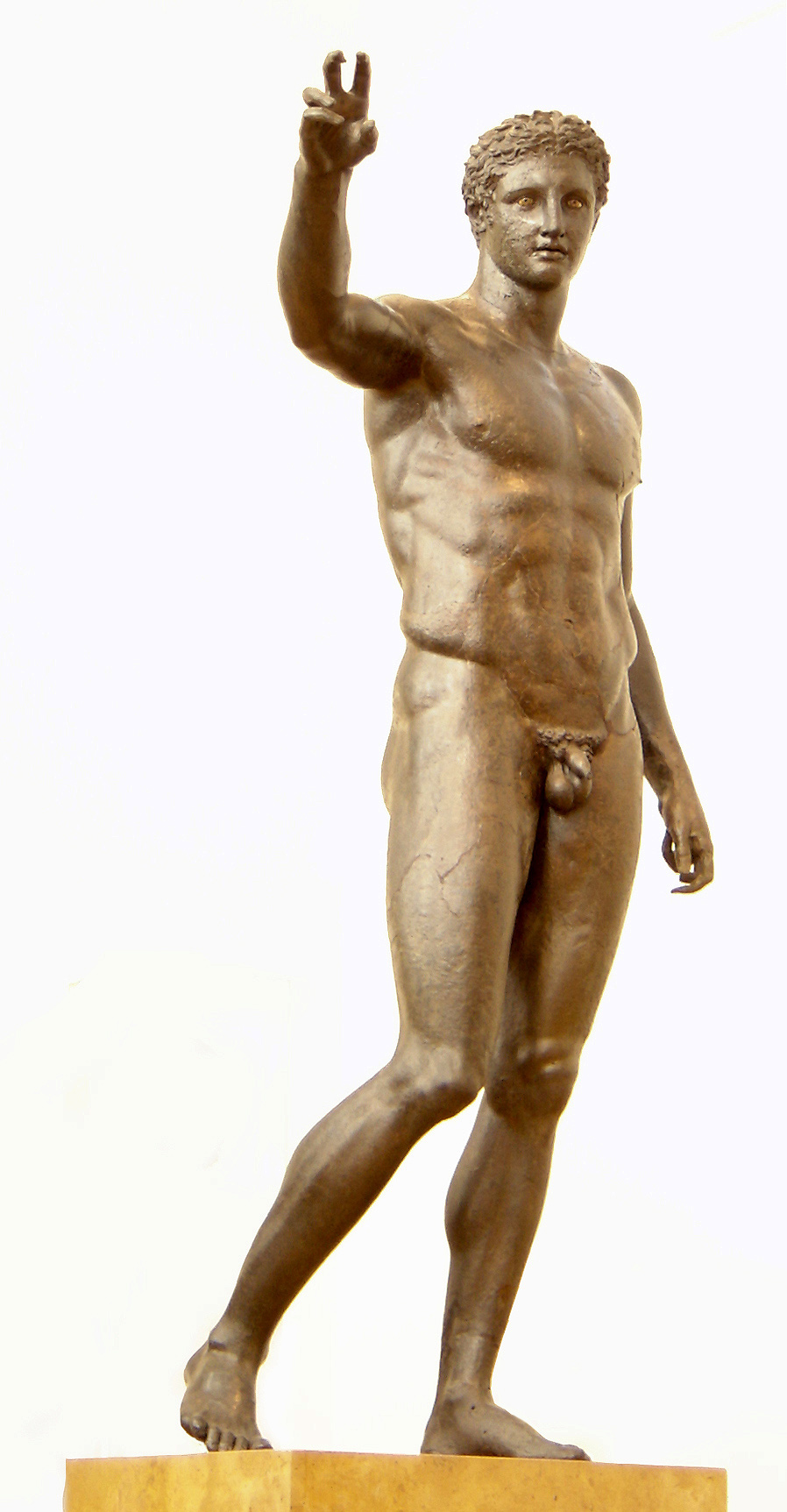
Efebo trovato nel relitto di Anticitera
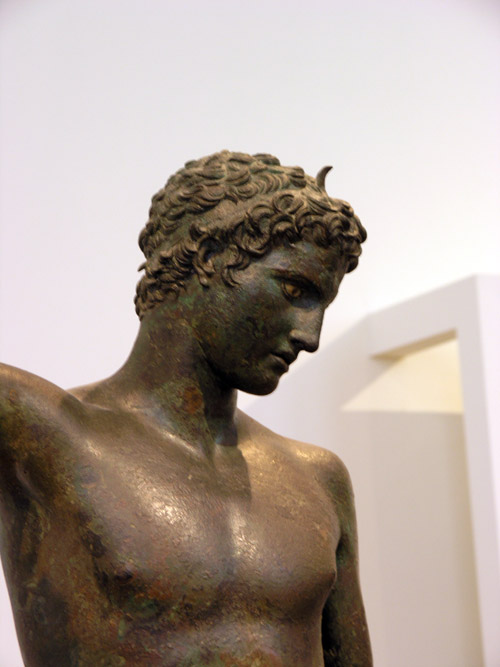
Particolare dell'Efebo di Maratona
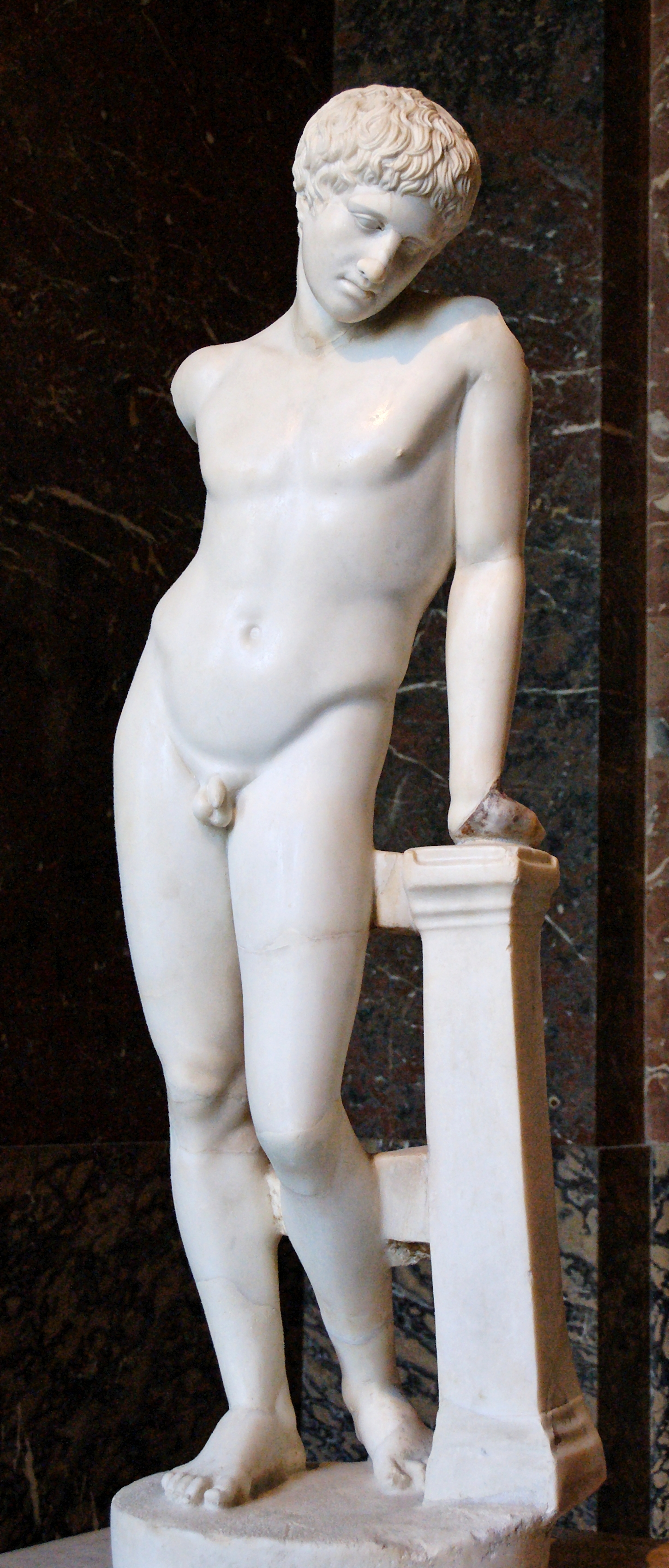
Efebo Narciso

Tra i contemporanei un noto scultore di nudi maschili è stato Adolf von Hildebrand

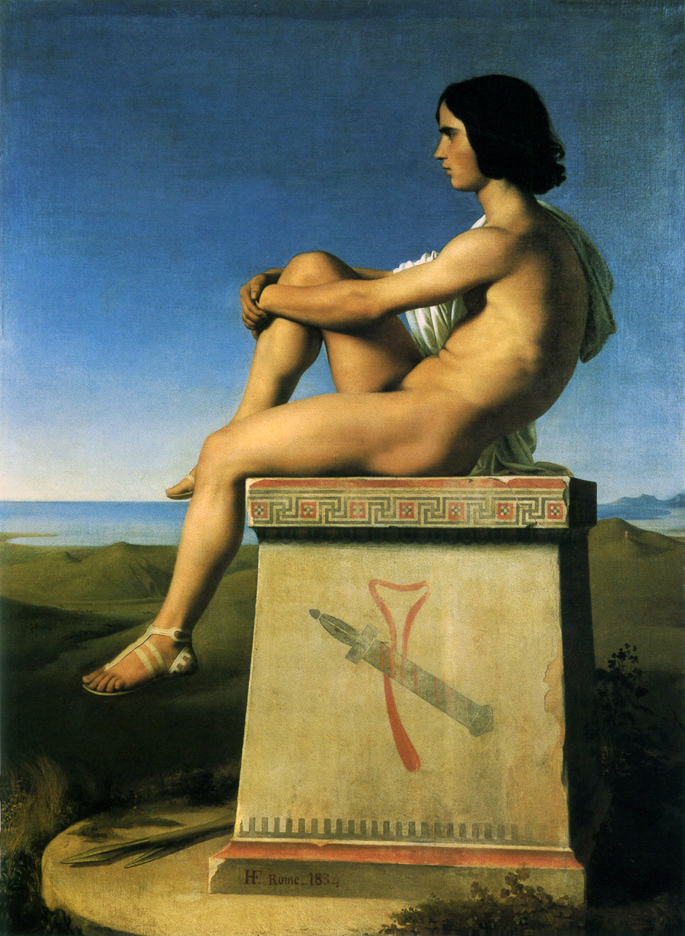
"Polytès, fils de Priam, observant les mouvements des Grecs vers Troie" (1834), di Hippolyte Flandrin.

#### In pittura
Nell'Europa medioevale l'arte erotica in generale è stata completamente soppressa a causa del costante intervento morale delle leggi ecclesiastiche. L'arte omoerotica non esisteva in quanto tale, ma il senso fortemente antropocentrico che ha prevalso col Rinascimento ha permesso una sottile "omoerotizzazione", sia nella pittura rinascimentale che nella scultura rinascimentale, restituendo il valore e l'importanza data al nudo artistico di derivazione classica greco-romana.
Questa rinnovata estetica ha dato la possibilità a molti artisti del Rinascimento italiano di immettere anche una forte componente omoerotica nelle proprie opere; l'apprezzamento del corpo maschile è stato identificato dalla critica come una delle qualità fondamentali dell'intero lavoro artistico di Leonardo Da Vinci e Michelangelo Buonarroti.
Nel XVI secolo si cominciano a dipingere donne nude all'interno di uno stesso ambiente, con un risultato omoerotico apprezzabile ad esempio nelle opere di François Clouet al quale è stato attribuito il presunto ritratto di Gabrielle d'Estrées e di sua sorella la duchessa de Villars (1594). L'efebofilia omosessuale maschile vigente nella Persia medioevale, oltre che nella letteratura, è stato anche molto apprezzato nella pittura e nelle stampe del periodo, in cui si vedono scene di flirt e civetteria, quando non veri e propri atti anche molto espliciti di sesso orale e sesso anale tra uomini adulti ed adolescenti maschi.
Lo Shunga giapponese di carattere omoerotico si dedicava a mostrare coppie dello stesso sesso impegnate in qualche tipo di atto sessuale, solitamente inerente alla pederastia, quindi anche qui tra un adulto e un ragazzo bishōnen o effeminato o crossdresser; ma ve ne sono alcuni raffiguranti coppie femminili che si aiutano utilizzando vari strumenti e giocattoli sessuali.

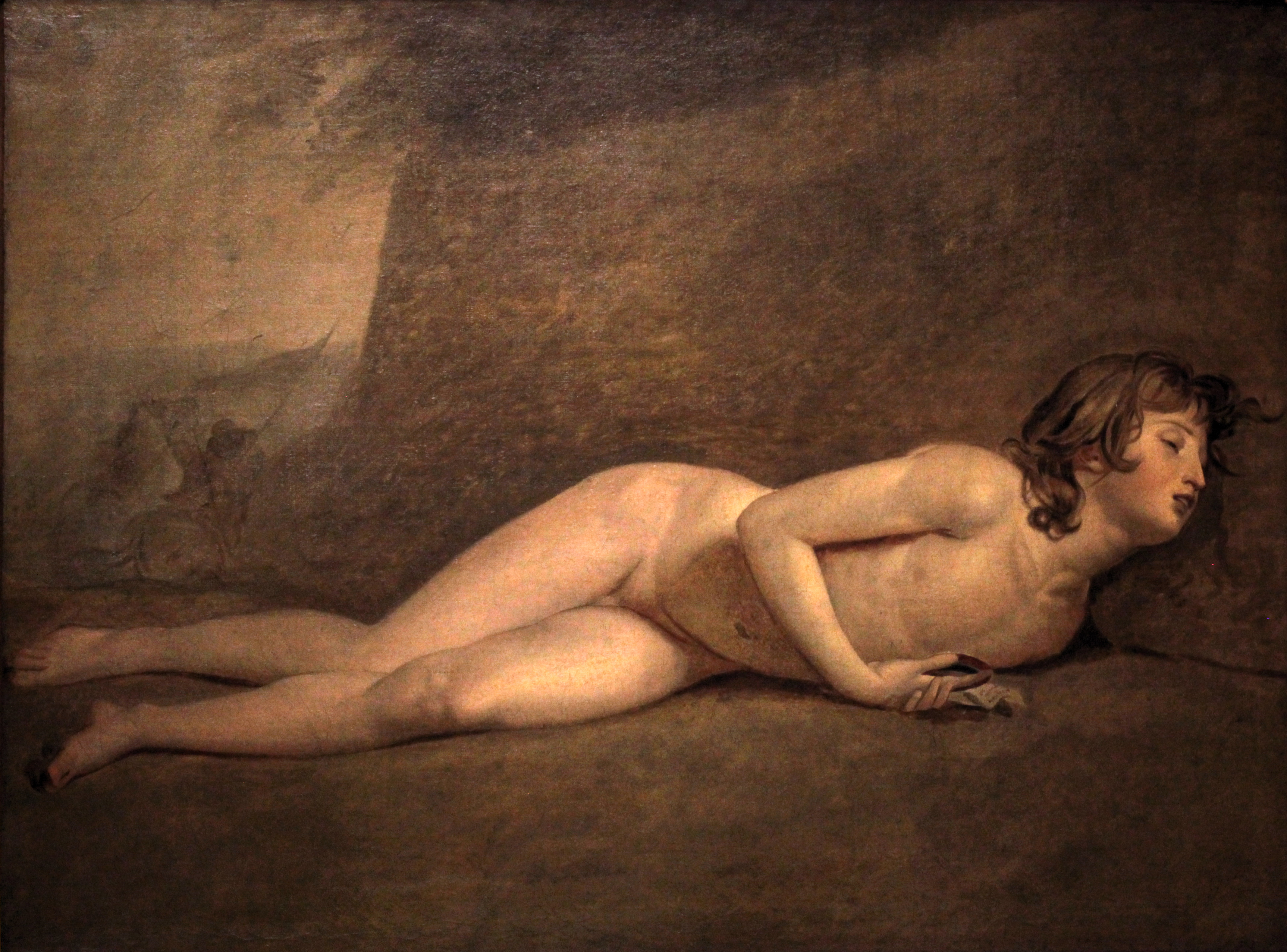
Copia di La morte del giovane Barra (1794) di Jacques-Louis David, prodotta da un allievo.

Un immaginario sessuale più esplicito si è verificato con lo stile del manierismo e del tenebrismo dei secoli XVI-XVII, in particolare in artisti quali Agnolo Bronzino, Carlo Saraceni e Michelangelo Merisi da Caravaggio; i quadri di quest'ultimo sono stati, inoltre, a volte, severamente criticati dalla Chiesa cattolica.
Il sottile erotismo che traspare nel Rococò del XVIII secolo è stato ampiamente riconosciuto nelle opere di François Boucher, essendo l'omoerotismo parte della sua opera ad esempio in "Giove e Callisto" (1744) e "Pan e Siringa" (1759). Con il Neoclassicismo prima ed una certa pittura romantica poi emerge l'omoerotismo di carattere epico il quale ritrae le scene più familiari o filiali relative alla mitologia greca, a volte risultante altamente sensuale.
Intanto, nel 1789, con la presa della Bastiglia, era scoppiata quella che passerà alla storia come Rivoluzione francese; una delle prime conseguenze fu l'abolizione della criminalizzazione dell'omosessualità, poco dopo, con Napoleone Bonaparte, inizia ad imporsi il trionfo moderno del nudo eroico, quasi esclusivamente maschile, sia in pittura che nella scultura. Alcuni tra gli esempi che possono essere citati a cavallo tra XVIII e XIX secolo vi sono:

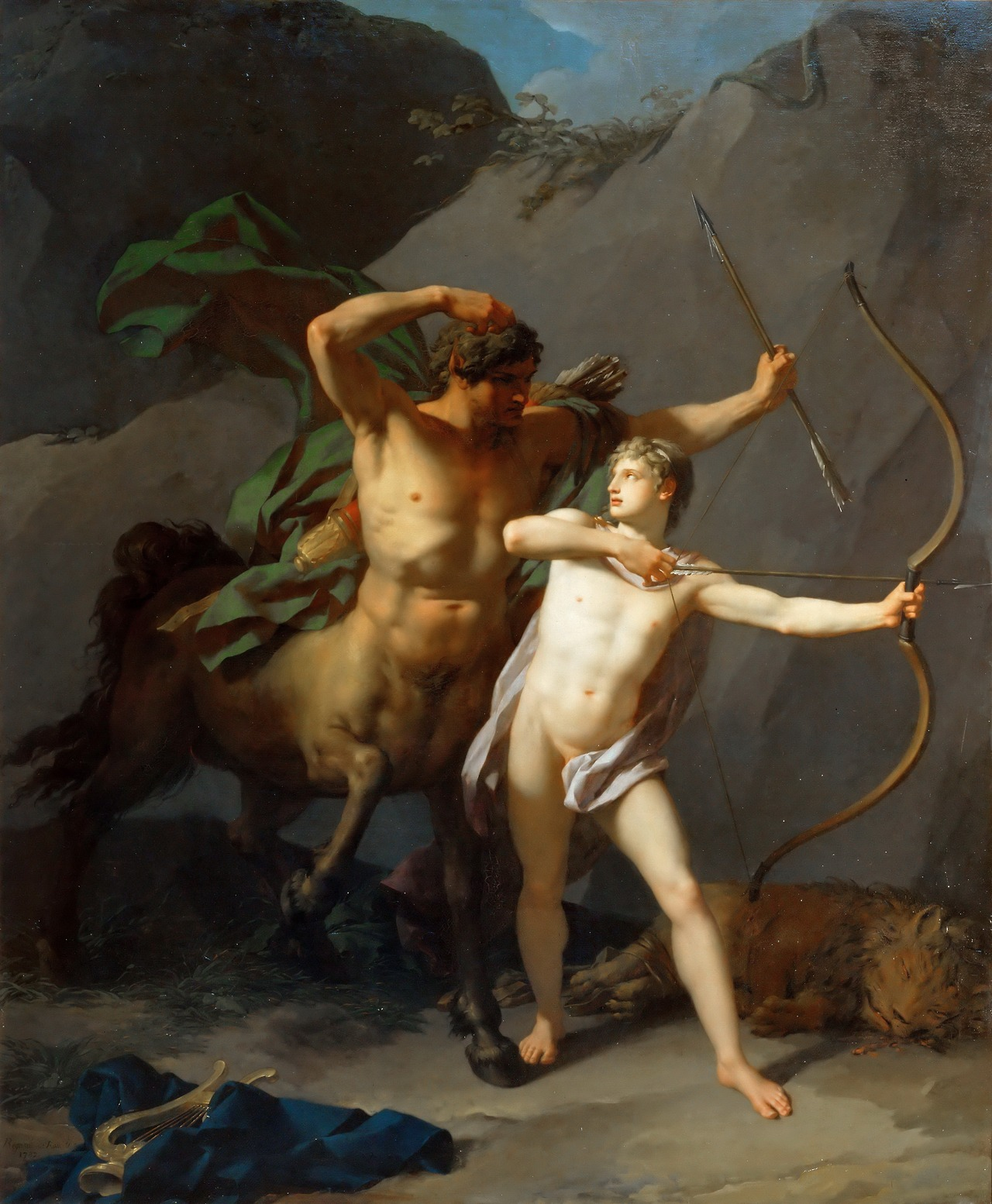
L'educazione di Achille (1782), di Jean-Baptiste Regnault.

- L'educazione di Achille (1782), di Jean-Baptiste Regnault.

Qui l'eroe acheo è un bel giovinetto, parzialmente nudo (solamente un velo copre parte del sesso), che tende l'arco assistito dal centauro Chirone suo maestro, a cui rivolge lo sguardo grato.

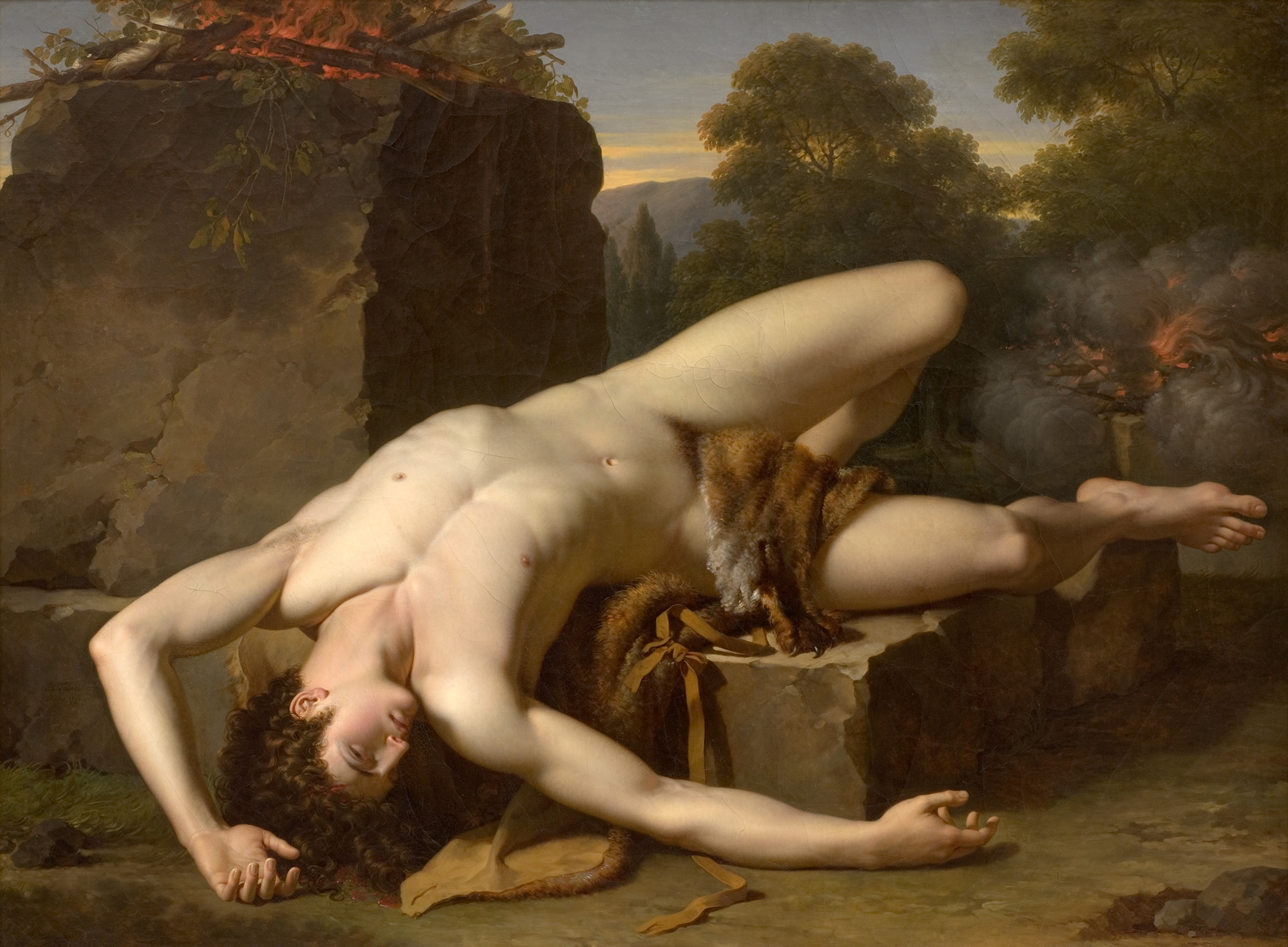
"La morte di Abele" (1791), di François-Xavier Fabre.

- La morte di Abele (1791), di François-Xavier Fabre.

Il giovane Abele, presumibilmente appena assassinato da Caino, giace riverso sopra una roccia, supino e completamente nudo tranne un panno sul pube.

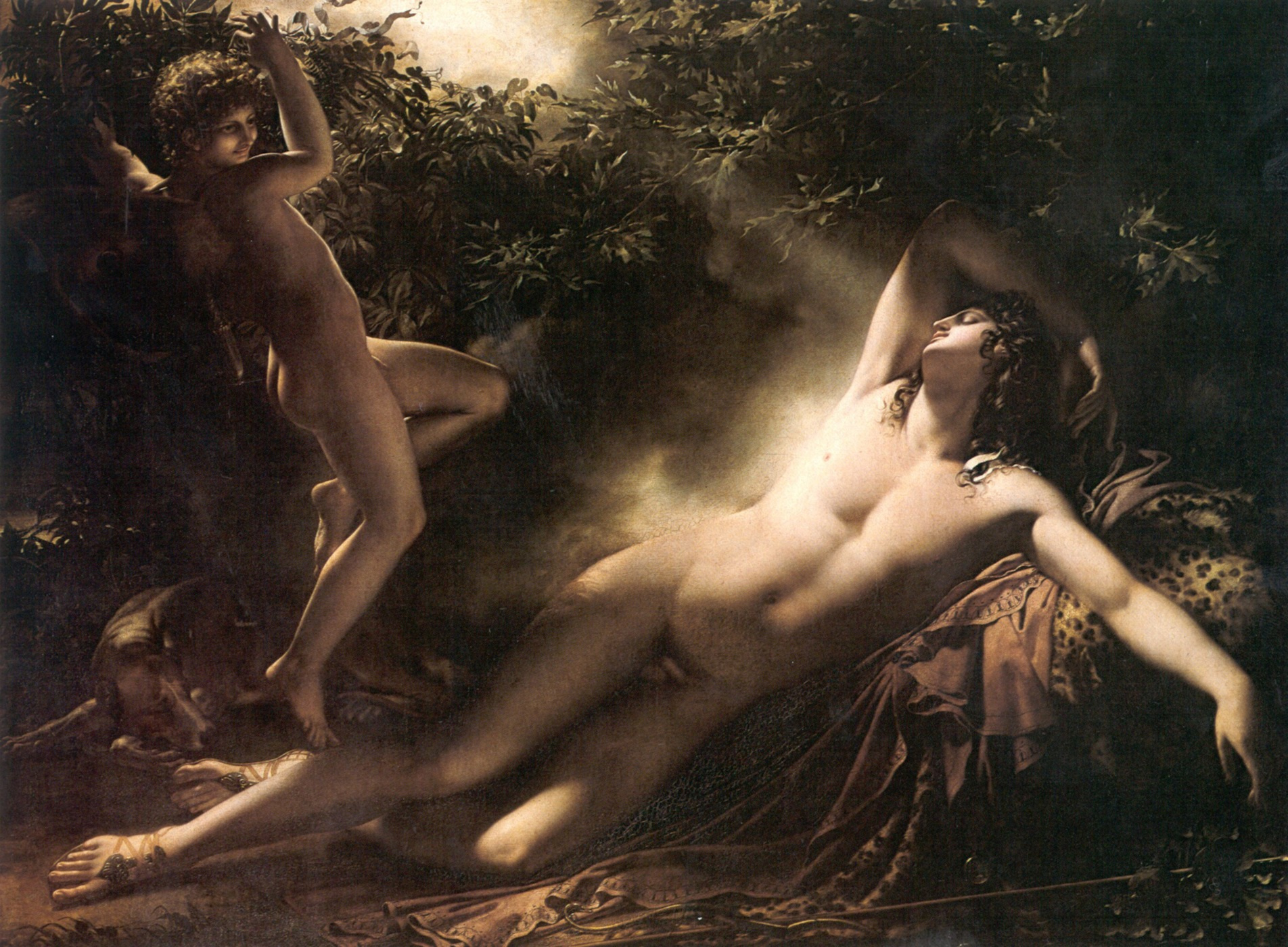
"Il sonno di Endimione" (1793), di Anne-Louis Girodet de Roussy-Trioson.

- Il sonno di Endimione (1793), di Anne-Louis Girodet de Roussy-Trioson.

Endimione giace sdraiato supino e completamente nudo, languido e un po' pingue, di profilo sta il bambinetto Eros ("Amore") i cui dettagli anatomici sono disegnati con cura e precisione. Da quest'opera lo scrittore Honoré de Balzac si è ispirato per il protagonista del suo Sarrasine del 1830; mentre nelle Illusioni perdute l'autore francese definirà Lucien de Rubempré "carino come una figura di Girodet".

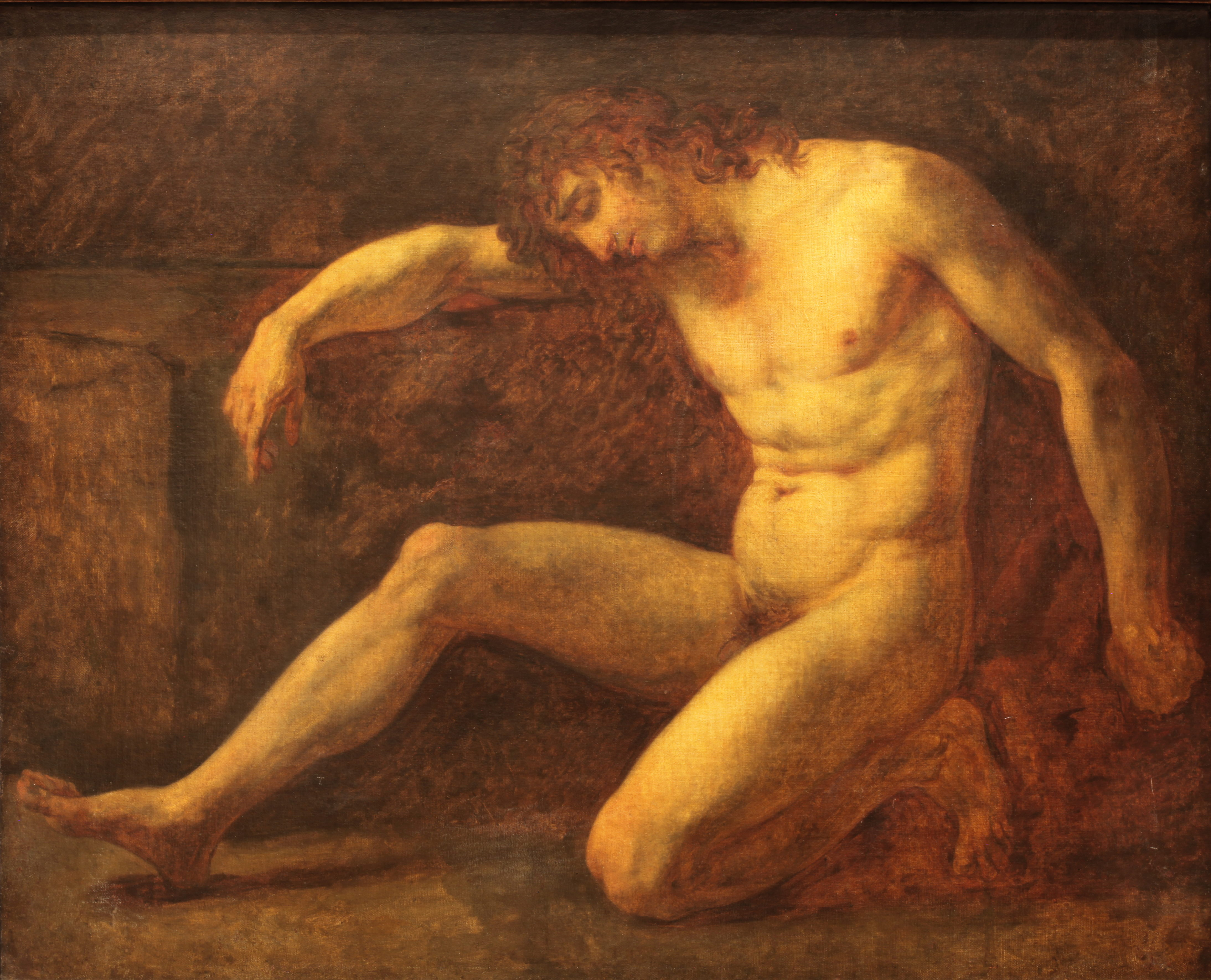
La morte di Viala (1794), di Pierre Paul Prud'hon.

- La morte di Viala (1794), di Pierre Paul Prud'hon.

Studio di nudo che mostra il giovane Agricol Viala (nella realtà un ragazzino tredicenne morto combattendo per la repubblica contro i realisti provenzali), un ginocchio appoggiato a terra, col capo inclinato e braccia allargate per mostrare meglio l'ampio petto.
- Il Genio della Pace che arresta i cavalli di Marte (1794), di Bénigne Gagneraux.

Un adolescente nudo con la pelle luminosa la cui presenza brillante attira lo sguardo in mezzo ad un paesaggio buio e tempestoso.
- Libertà o Morte (1795), di Jean-Baptiste Regnault.

Un giovinetto alato e nudo, col solo sesso in ombra, sorvola sopra i simboli della Repubblica e della Morte. 
- Ero e Leandro (1798), di Jean-Joseph Taillasson.

La sacerdotessa di Venere Ero si dispera sul corpo dell'amante annegato; qui il sesso di Leandro è nascosto dalla coscia appena rialzata.
- Amore e Psiche (o Allegoria di Psiche e Amore, 1798), di François Gérard.

Il dio dell'amore è qui un ragazzino imberbe nudo visto di profilo. Fu proprio questo quadro ad attirare sul pittore i favori di Napoleone Bonaparte, che ne fece uno dei propri artisti ufficiali preferiti.
- Dedalo e Icaro (1799), di Charles Paul Landon.

Icaro nudo e di profilo sfugge dalle mani del padre Dedalo per lanciarsi nel vuoto.
- Saffo a Leucade (1801), di Antoine-Jean Gros.

La poetessa che ha cantato gli "amori saffici" (tra ragazze), completamente vestita, si suicida gettandosi in mare dalla rupe di Leucade, colta dalla disperazione perché abbandonata dal suo amante maschio di nome Faone.

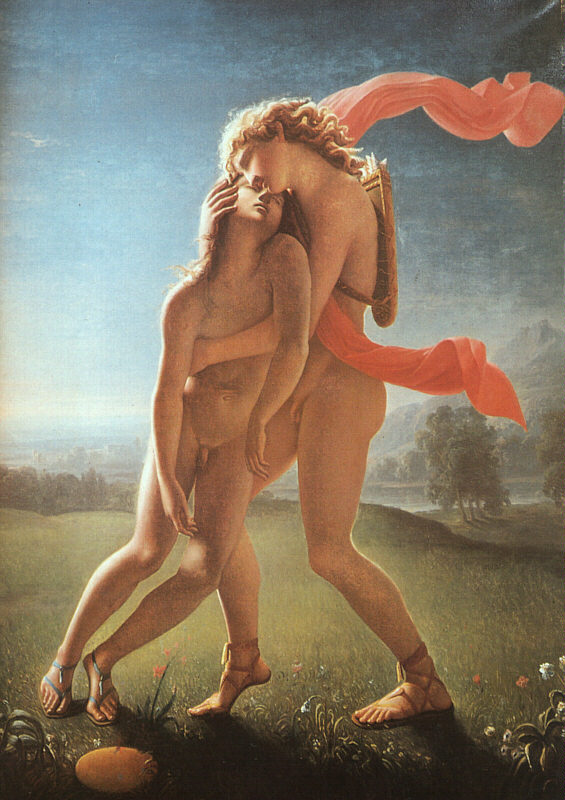
La morte di Giacinto (1801), di Jean Broc

- La morte di Giacinto (1801), di Jean Broc.

Un Apollo nudo e affranto dal dolore stringe tra le braccia il corpo inerte del giovane amante Giacinto, nudo anch'egli ed abbandonato sulla spalla divina. I due volti si toccano, quasi le due bocche s'incontrano.
- Gli inviati di Agamennone (Achille e Patroclo con Ulisse, Aiace e gli inviati di Agamennone, 1801), di Jean-Auguste-Dominique Ingres.

Achille è qui un bel giovane, nudo e con una cetra in mano (velo sul sesso) sta per alzarsi; in piedi al suo fianco l'amato Patroclo, completamente nudo e col peso del corpo poggiato su un'anca. Sullo sfondo quattro efebi sono impegnati in attività sportive (implicito omaggio a Michelangelo Buonarroti, che aveva inserito una scena analoga nella Sacra Famiglia
- Scena del Diluvio (1806), di Anne-Louis Girodet de Roussy-Trioson.

Un uomo nudo adulto porta un vecchio sulle spalle, accanto un giovinetto nudo e pieno di grazia ritratto di schiena.
- La Giustizia e la Vendetta di Dio perseguitano il Delitto (1808), di Pierre Paul Prud'hon.

Un corpo maschile è riverso in primo piano, nudo; è la vittima del delitto da punire. 
- Edipo e la Sfinge (1809), di Jean-Auguste-Dominique Ingres.

L'ultimo esempio di bellezza virile ritratta dal pittore francese, prima di dedicarsi al nudo femminile.
- La rivolta del Cairo (1811), di Anne-Louis Girodet de Roussy-Trioson.

All'interno di una cruenta scena di battaglia un arabo nudo sorregge col braccio il giovane pascià, riccamente vestito, che sta cadendo all'indietro con gli occhi chiusi ed il volto estatico. Un dragone francese si getta sulla coppia brandendo la sciabola.
- Morfeo e Iris (1811), di Pierre-Narcisse Guérin.

Sullo stile del precedente Endimion di Girodet, mostra Morfeo adagiato su un letto dominato da un sonno voluttuoso che lo ha fatto scoprire interamente.
- Romolo che porta al tempio di Giove le armi dello sconfitto Acrone (1812), di Jean-Auguste-Dominique Ingres.

Nell'angolo in basso a destra un soldato nudo si china sul corpo esanime e sdraiato a terra di un altro soldato, anch'egli nudo, nel tentativo di rialzarlo.
- Ulisse e Telemaco che massacrano i pretendenti di Penelope (1812), di León Pallière.

Tutti rigorosamente nudi, Ulisse scaglia le frecce dal suo arco assistito dal figlio Telemaco; ai oro piedi due giovani esanimi terra in stato di abbandono esanime.
- Diagora portato in trionfo dai figli (1814), di Auguste Vinchon.

I due figli forti ed aitanti di Diagora di Rodi, sorreggono il loro vecchio padre; uno è ritratto di prospetto e l'altro di schiena ed entrambi sono rigorosamente nudi.
- Zefiro (1814), di Pierre Paul Prud'hon.

Zefiro viene qui ritratto come un giovinetto nudo.
- Briseide che piange Patroclo (1815), di Jean Alaux.

La schiava Briseide sparge calde lacrime sul petto di Patroclo nel letto di morte, mentre al suo fianco un Achille nudo e crucciato (stoffa a coprire appena il sesso) già medita un'estrema vendetta.
- Enone e Paride (1816), di Antoine-Jean-Baptiste Thomas.

Paride seminudo e ferito, le carni bianchissime, si abbandona tra le braccia di un vecchio che lo stringe a sé da dietro.
- Castore e Polluce che liberano Elena (1817), di Léon Cogniet.
- Amore e Psiche (1817), di François-Édouard Picot.

L'adolescente completamente nudo abbandona, ma voltandosi a rimirarla, il letto di Psiche.
- Dello stesso anno, mentre si trovava in esilio, Jacques Louis David dipinge un Amore e Psiche in cui raffigura un Cupido appena adolescente che, seduto nudo sul letto, rivolge uno sguardo malizioso allo spettatore; le guance sono arrossate, di fianco Psiche dorme in stato di perfetto abbandono.
- Filemone e Bauci (1818), di Nicolas-Auguste Hesse.

La luce lunare cade esattamente sull'anatomia del giovane dio Mercurio nudo visto di spalle.
- La zattera della Medusa (1819), di Théodore Géricault.

In basso a sinistra un uomo, seduto in stato di abbandono, sorregge on un braccio il corpo esanime di u giovane completamente nudo con la testa rovesciata indietro. Il modello del ragazzo è stato Jamar, allievo del pittore (di cui fece anche un ritratto) con il quale "dormiva in una camera attigua allo studio".
- Apollo e Ciparisso (1821), di Claude Marie Dubufe.
- Cefalo rapito da Aurora (1822), di Pierre Claude François Delorme.
- San Sebastiano (1825), di François-Xavier Fabre.

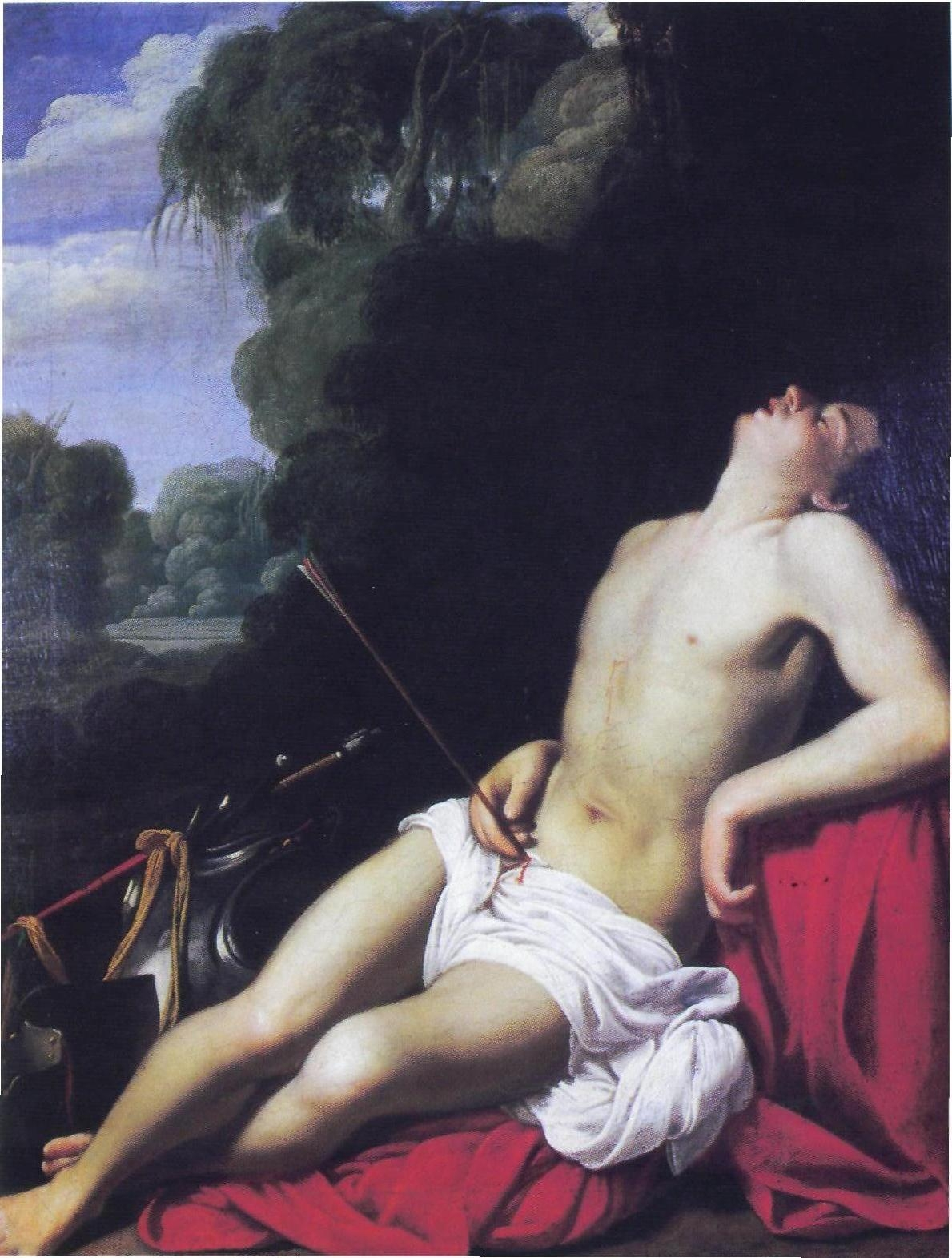
San Sebastiano, di Carlo Saraceni (1610-15), Museo del Castello di Praga.
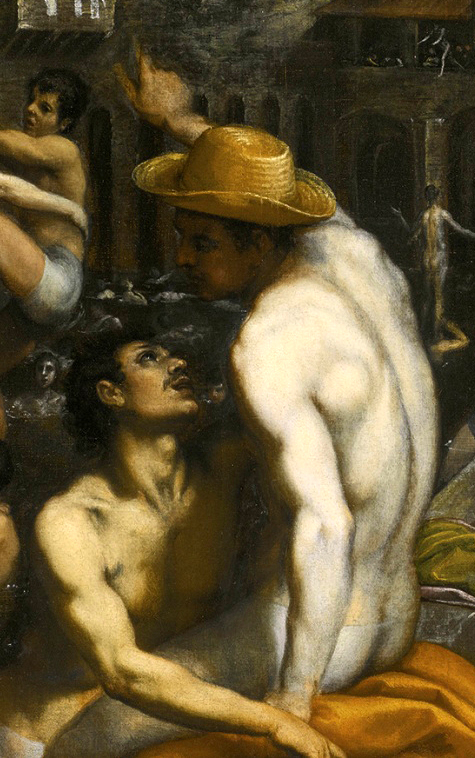
Due Uomini Bagnanti al San Nicolò di Domenico Cresti (XVII secolo).
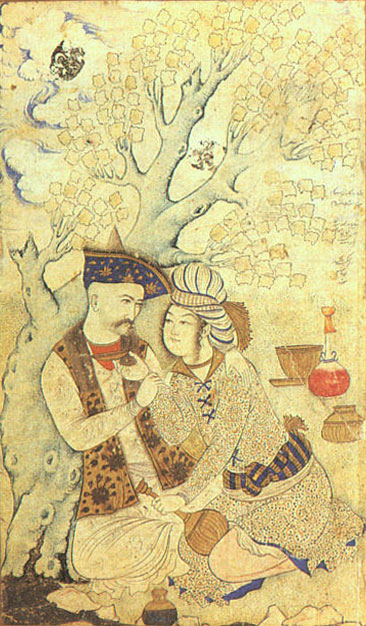
L'anziano Shah Abbas e il paggio di Muhammad Qasim (1627).
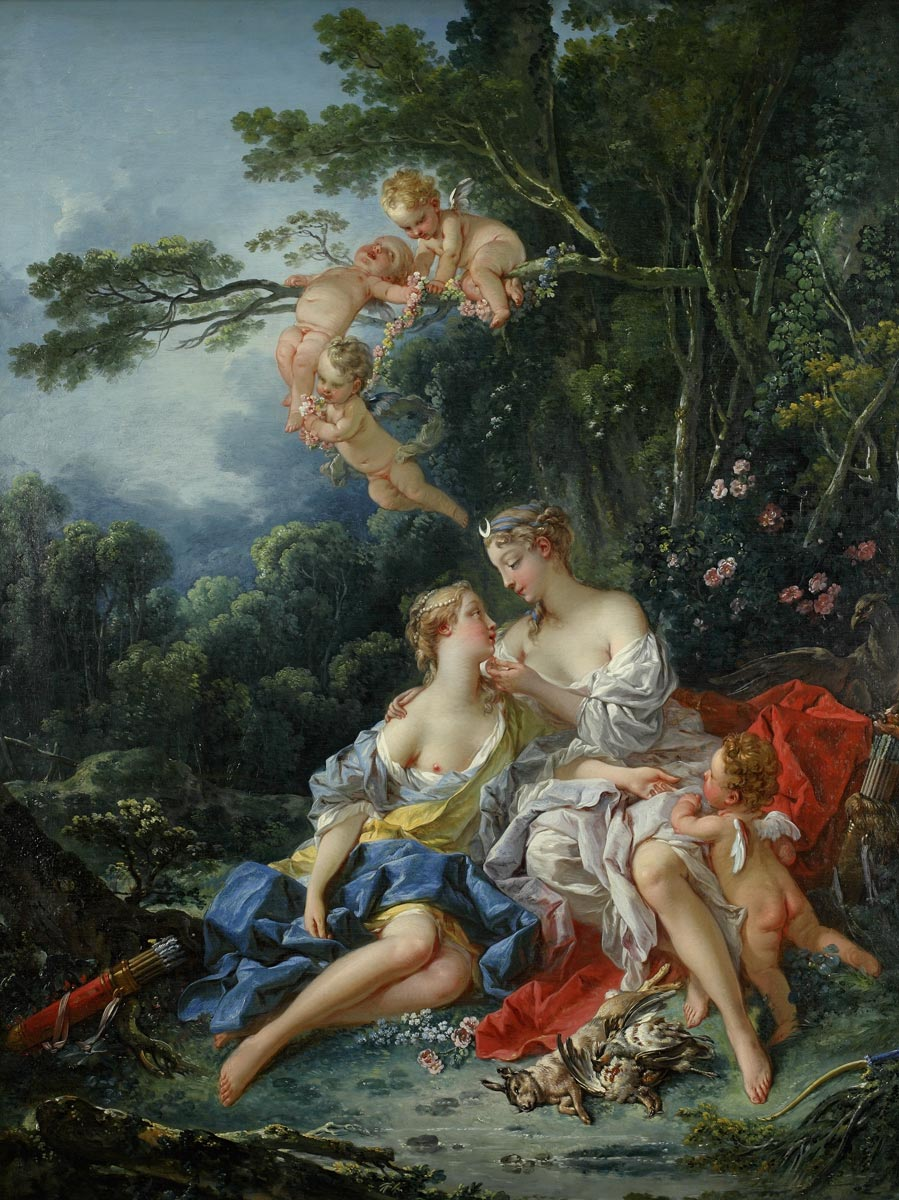
Giove e Callisto (1784), di François Boucher
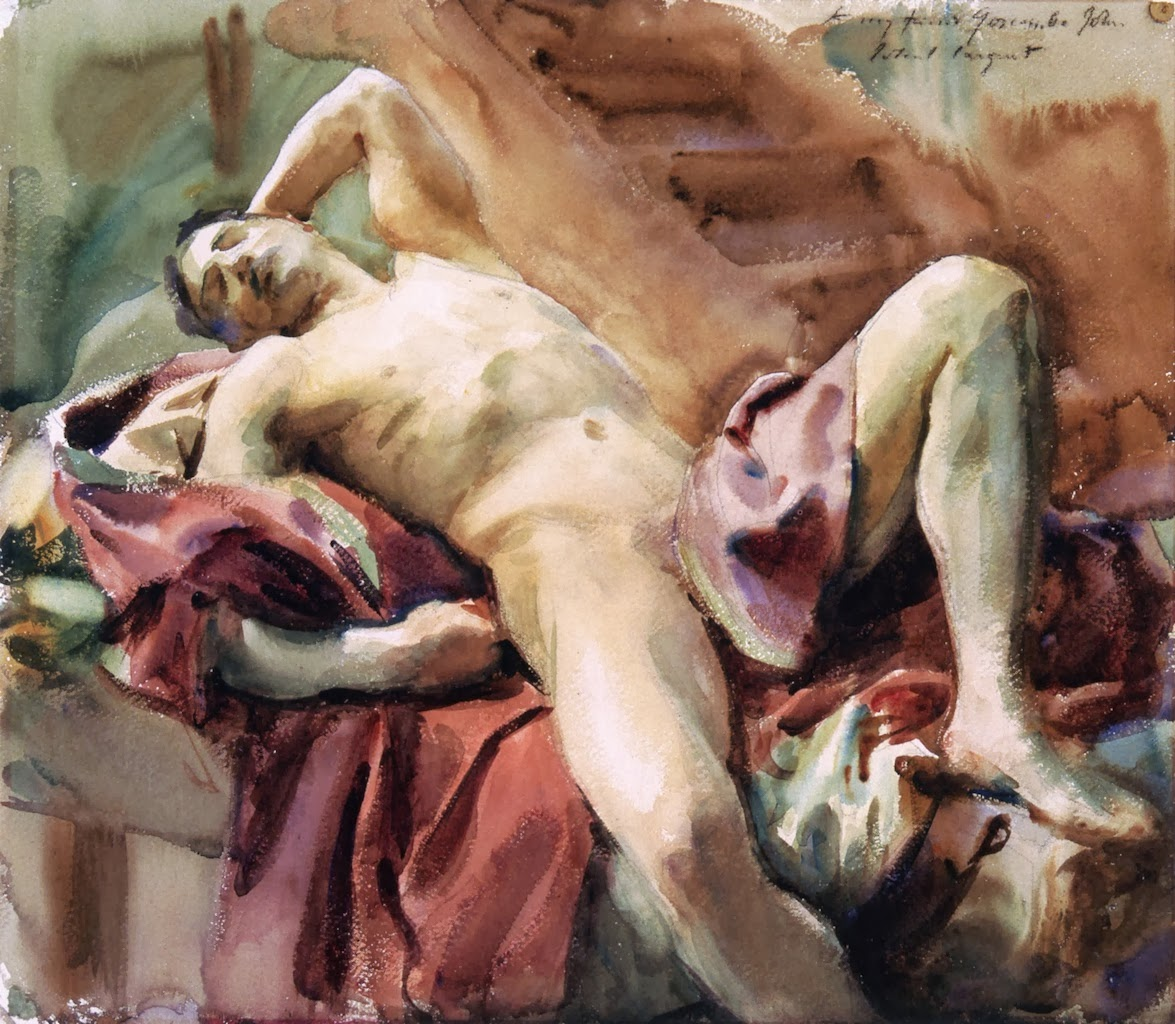
Ritratto di Nicola d'Inverno (1892), di John Singer Sargent
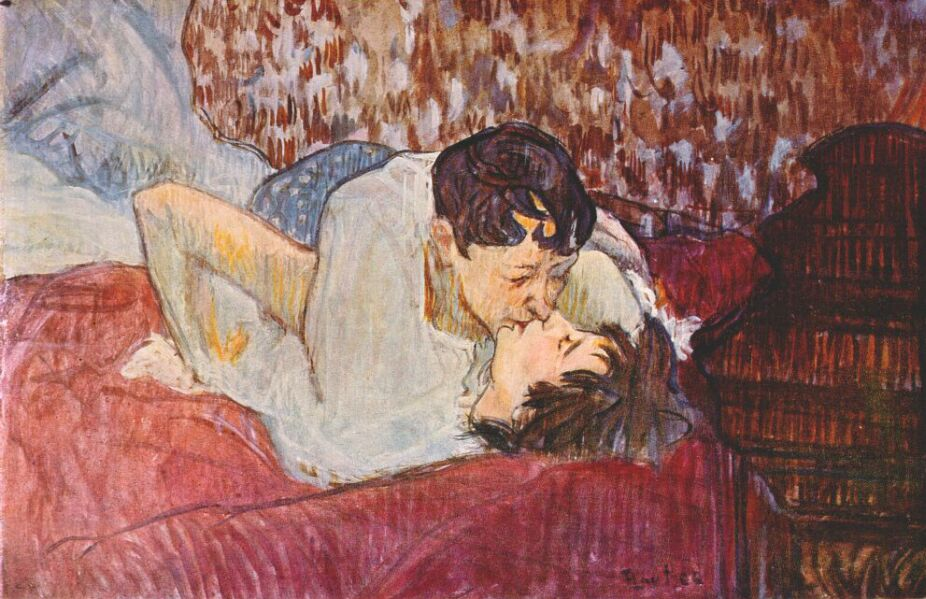
Le Baiser ("Il bacio", 1892) di Henri de Toulouse-Lautrec
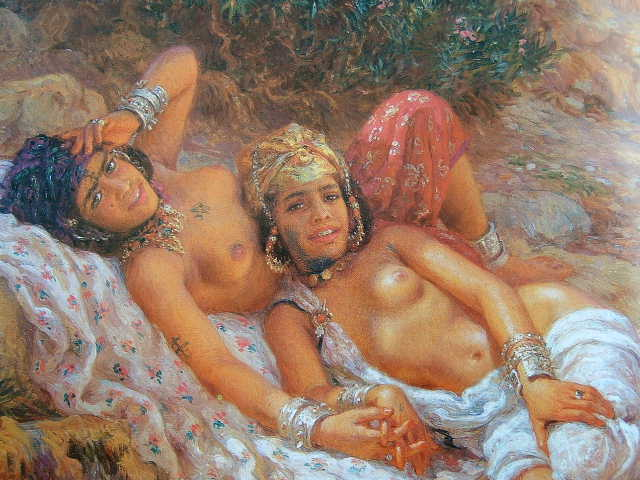
Sous les lauriers roses (prima del 1910) par Étienne Dinet

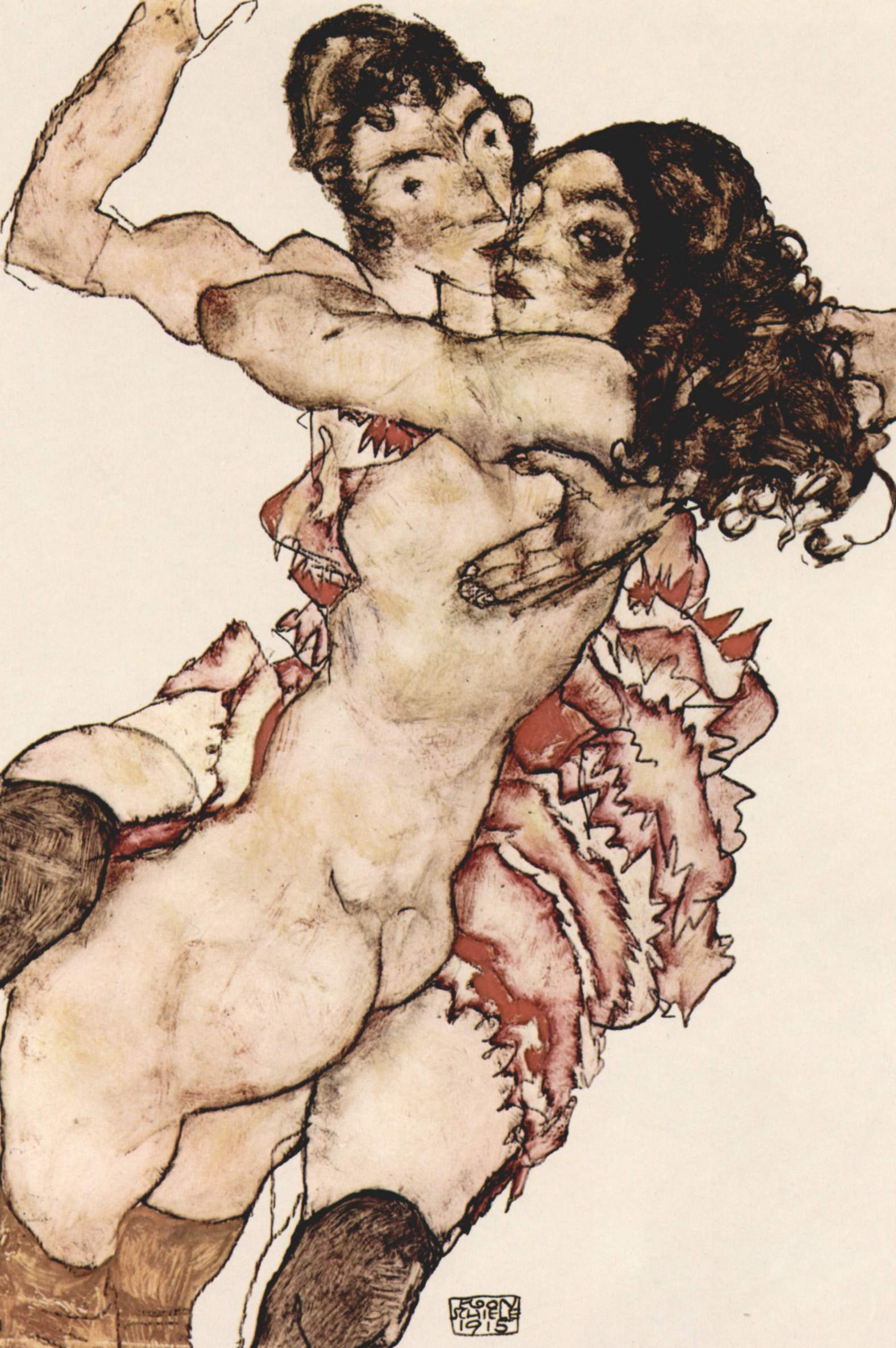
Coppia di donne (1915), di Egon Schiele.

Molti dipinti storici del XIX secolo di personaggi classici come ad esempio Giacinto, Ganimede, Narciso, Ciparisso ed Ermafrodito, ma anche Eros e Endimione, possono pertanto anche essere interpretati come omoerotici; tra gli artisti che si sono dedicati al "riscatto omoerotico" di queste scene ci sono Frederic Leighton, Antoine-Felix Boisselier, Gustave Courbet, Luis Ricardo Falero, William-Adolphe Bouguereau e Maximilián Pirner.
A seguire l'opera di artisti del tardo '800 (come Thomas Eakins, Eugène Jansson, Henry Scott Tuke, Hans von Marées, John Singer Sargent, Aubrey Beardsley e Magnus Enckell); fino a giungere alle opere moderne di autori come Yannis Tsarouchis, Paul Cadmus e Gilbert & George.
La natura omoerotica traspare potentemente in alcuni quadri di Édouard-Henri Avril e Frédéric Bazille oltre che nel discepolo seicentesco di Caravaggio Battistello Caracciolo, fino a giungere ai dipinti di Gustave Courtois e Charles Demuth.
Alcuni artisti moderni si sono dedicati all'omoerotismo femminile: Gerda Wegener, Henri de Toulouse-Lautrec, Frida Kahlo, Gustav Klimt e Egon Schiele.
Infine, la nascita e sviluppo del primo movimento di liberazione omosessuale ha viepiù permesso la diffusione di opere d'arte create da persone LGBT come parte integrante dell'identità emergente della comunità gay, uno fra tutti il contemporaneo Claudio Bandella.

#### Nel disegno
Si sono cimentati nel campo del disegno omoerotico molti artisti: dal regista russo Sergej Michajlovič Ėjzenštejn a Charles Demuth, dallo scrittore e poeta francese Jean Cocteau a George Quaintance, fino a Roland Caillaux, Jean Boullet, Tom of Finland, Joe Phillips e Sven de Rennes.
Nel continente asiatico l'omoerotismo ha anche le sue radici nella tradizione giapponese degli shunga (stampe a soggetto erotico); questa ha contribuito a influenzare anche vari artisti giapponesi contemporanei, come ad esempio Tamotsu Yatō (fotografo), Sadao Hasegawa (pittore) e Gengorō Tagame (fumettista).

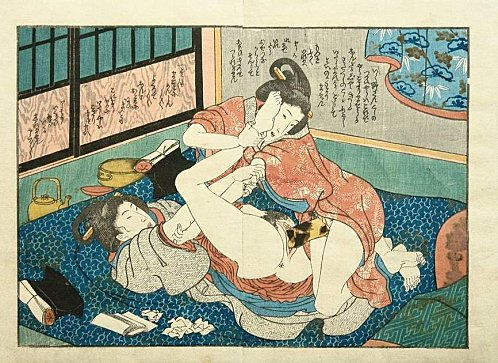
Dettaglio di uno shunga omoerotico (1840 circa).
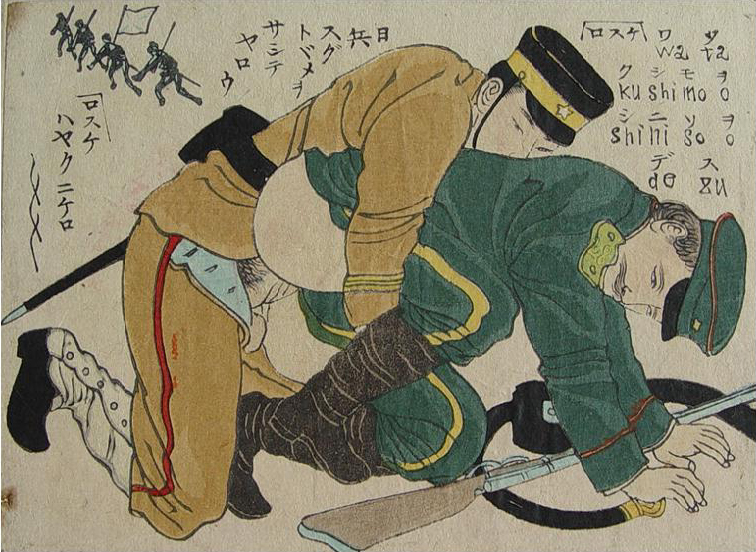
Shunga della Guerra russo-giapponese.
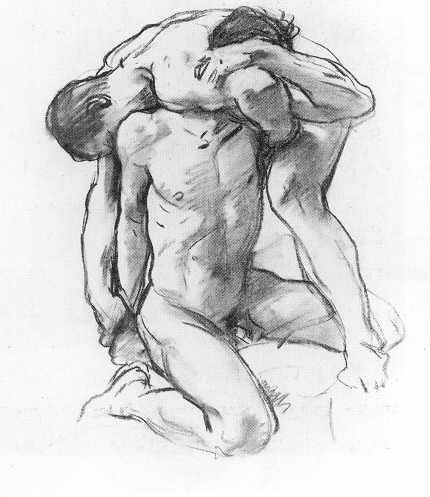
Uomini nudi che fanno la lotta, di John Singer Sargent (1880 circa)
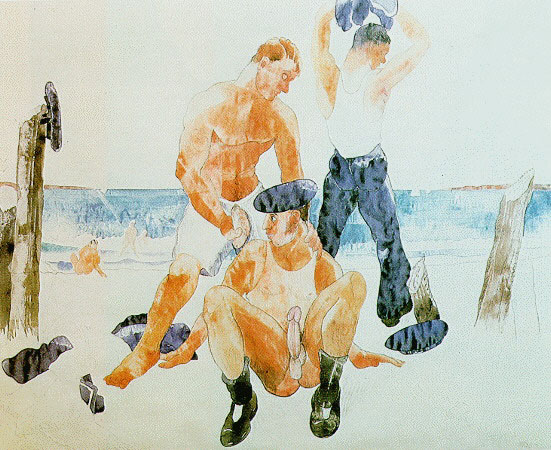
Tre marinai, di Charles Demuth
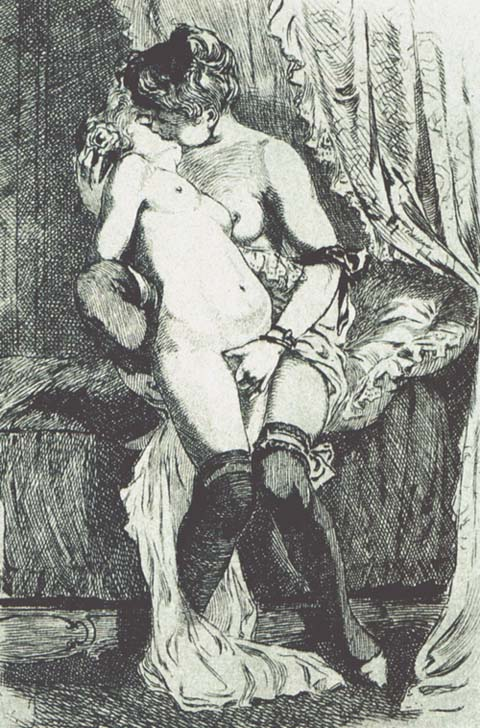
Illustrazione di Martin van Maële per una poesia di Paul Verlaine (1907)
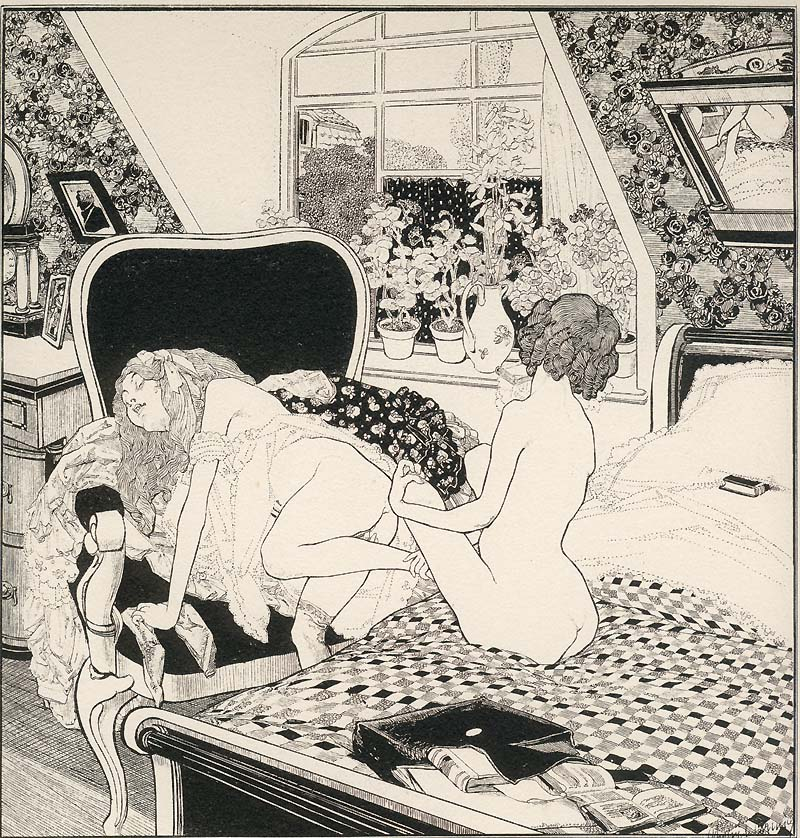
Un disegno di Franz von Bayros (1924)
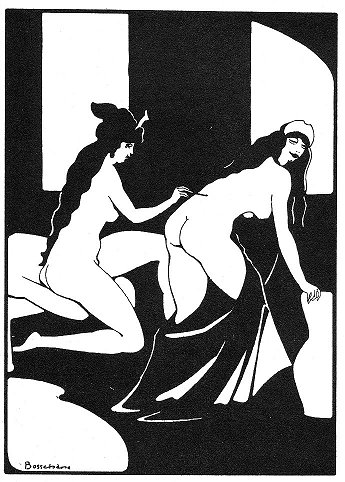
Illustrazione da Ovidio (1930) di Jean de Bosschère

Uomo seduto sulla roccia, nudo, che suona il flauto come fosse il dio Pan (fine XIX secolo). Di Frances Benjamin Johnston.

#### In fotografia
La fotografia d'arte omoerotica non ha intento pornografico, bensì può anche utilizzare soggetti (come il nudo maschile in fotografia) concentrandosi nel ritrarre figure - maschili o femminili - in un'ambientazione estetizzante. Questo scenario è caratteristico soprattutto nella fotografia glamour la quale si propone di catturare l'immagine e mostrarne la figura in modo elusivo-allusivo che rimanda ad un certo concetto di romanticismo; non dev'essere quindi sessualmente stimolante.
La fotografia omoerotica non ha come suo intento primario quello di generare eccitazione sessuale nell'osservatore; la maggior parte delle opere fotografiche riconducibili a un sentimento di omoerotismo sono destinate a ritrarre la bellezza e l'ammirazione nei confronti del corpo umano di per sé, potendo anche includere posture sensualmente suggestive le quali non fanno altro che sottolineare l'implicito erotismo della fisicità.

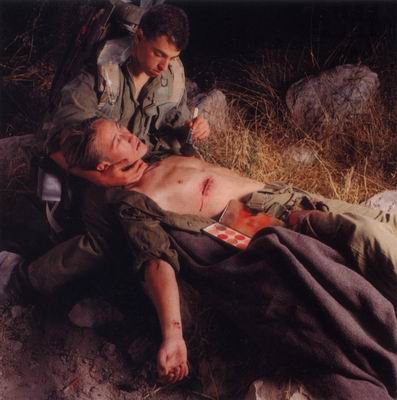
Senza titolo (1995) del fotografo israeliano Adi Ness.

A partire dagli ultimi decenni del XIX secolo la fotografia omoerotica (prevalentemente maschile) è rappresentata da artisti quali Jean Louis Marie Eugène Durieu, Wilhelm von Gloeden, Gaudenzio Marconi, Félix-Jacques Antoine Moulin, Napoleon Sarony, dal pittore-fotografo Thomas Eakins e da Wilhelm von Plüschow.
Nel XX secolo si sono distinti Alvin Baltrop, Bernard Faucon, Anthony Gay, Anthony Goicolea, David Hamilton, David Hockney, Robert Mapplethorpe, Will McBride, Pierre et Gilles, Jack Pierson e Tamotsu Yatō, ognuno dei quali utilizza principi estetici molto diversi; Mapplethorpe e McBride in particolare hanno contribuito a rompere le barriere della censura nelle gallerie d'arte e sfidando le norme di legge sull'argomento, mentre James Bidgood e Arthur Tress hanno spostato radicalmente la fotografia omoerotica verso aree più selezionate e raffinate vicine al surrealismo.
Tra i più importanti creatori di foto omoerotiche si ricordano inoltre Cecil Beaton, Tom Bianchi, Hamish Buchanan, Raymond Carrance, Fred Holland Day, Rotimi Fani-Kayode, Alain Fleig, Ken Haak, Horst P. Horst, Herbert List, George Platt Lynes, Duane Michals, Bob Mizer, Jeff Palmer, Tony Patrioli, Walter Pfeiffer, Herb Ritts, Patrick Sarfati, Carl Van Vechten, Raymond Voinquel e Bruce Weber. Slava Mogutin si è specializzato in immagini "impulsivamente erotiche" di giovani.

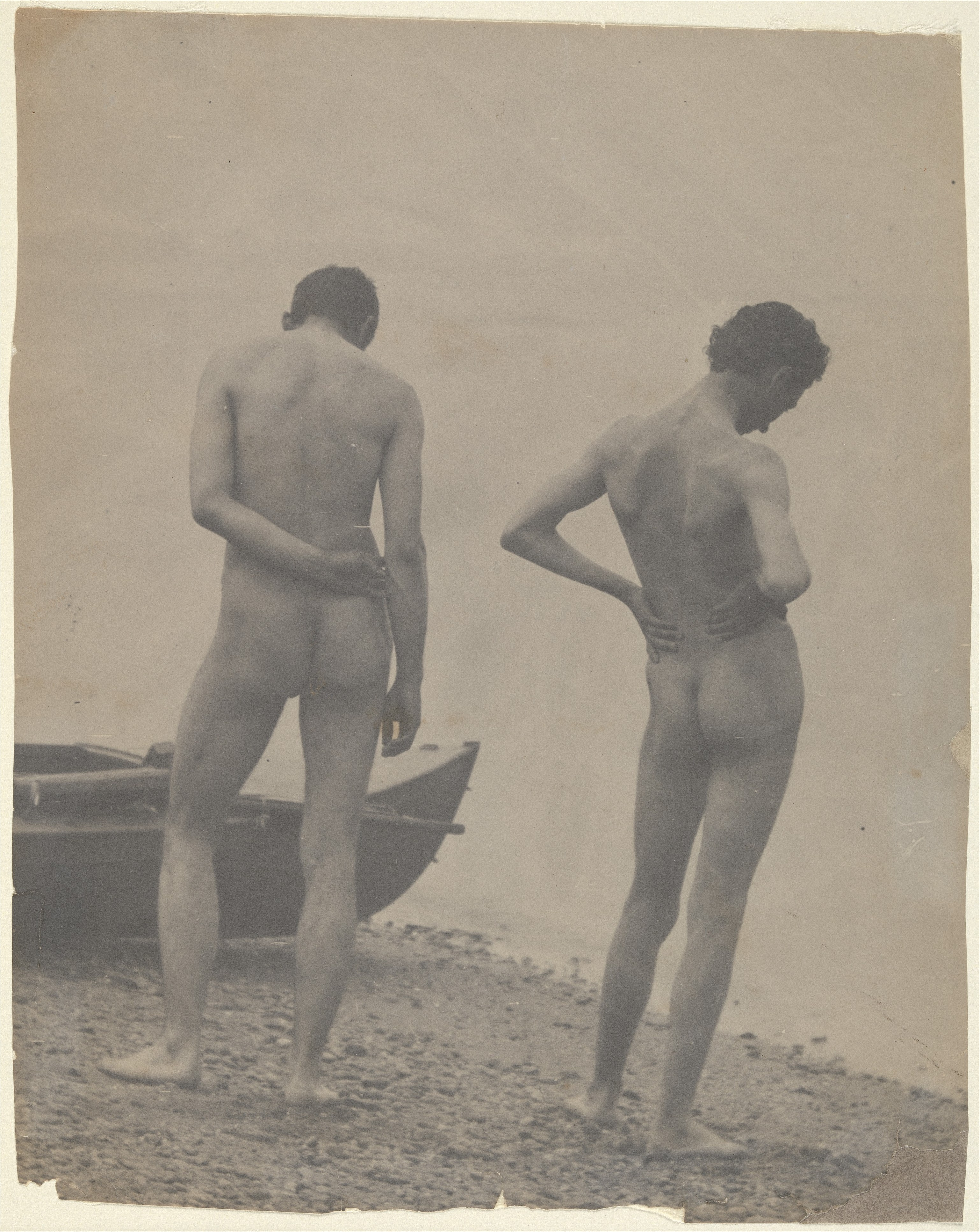
Thomas Eakins e John Laurie Wallace su una spiaggia di Thomas Eakins (1883 circa)
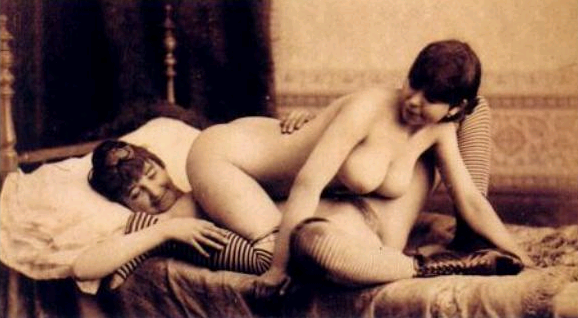
Erotique - 1893 collezione vintage smut di Rod Ashford del 1999
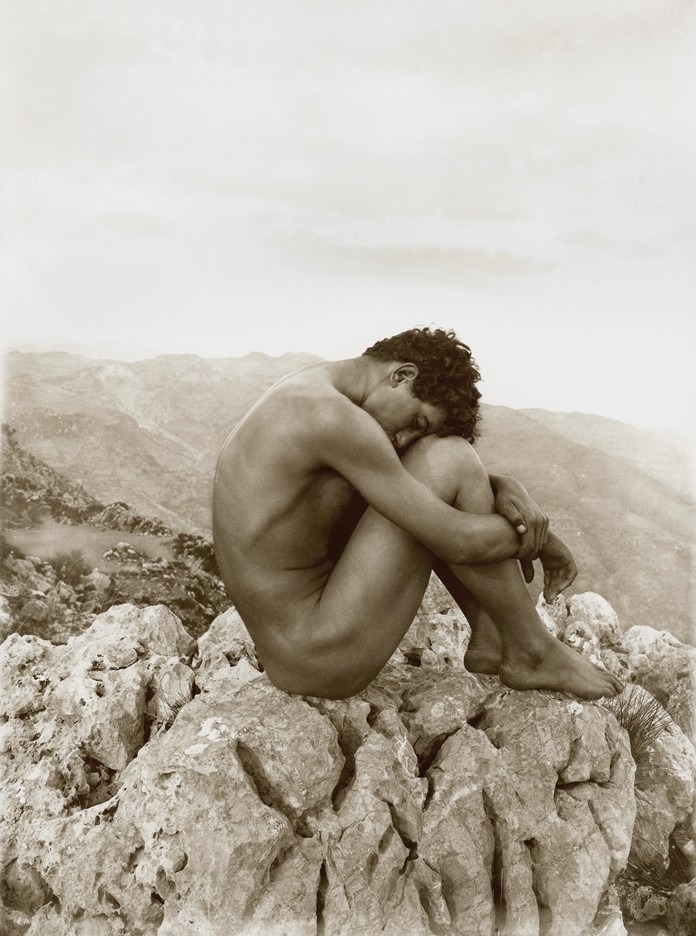
Caino (1902 circa) di Wilhelm von Gloeden
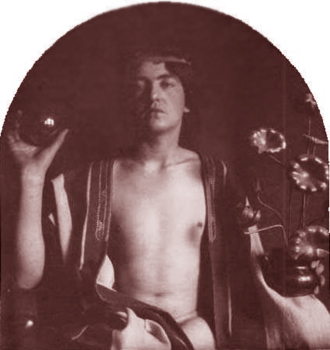
Beauty is Truth, Truth is Beauty (La bellezza è verità, la verità è bellezza 1898), di Frederic Holland-Day
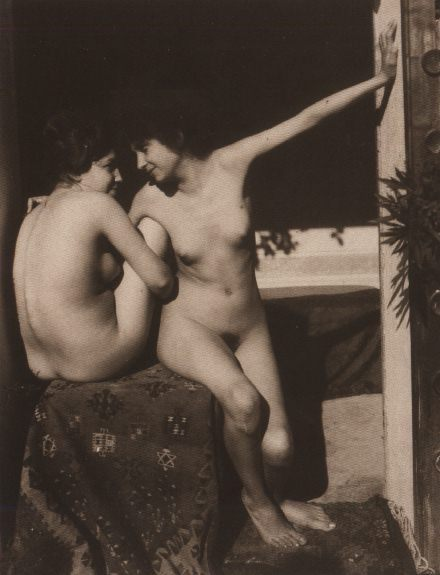
Due donne (1900 circa), di Guglielmo Plüschow

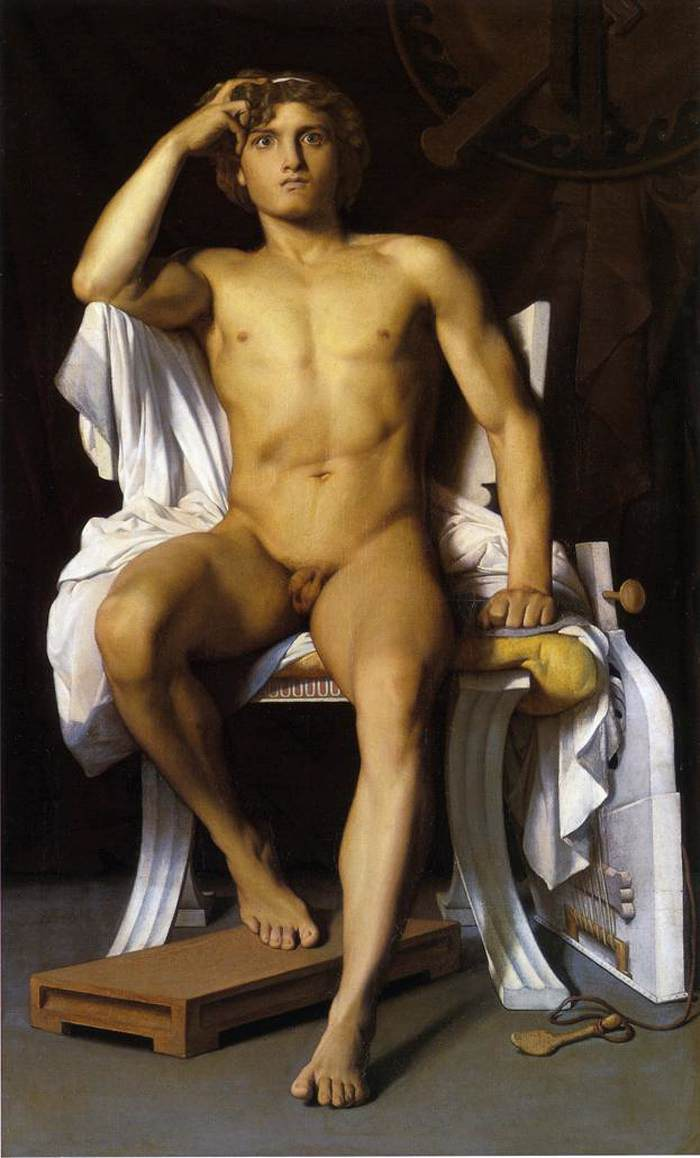
L'ira di Achille (1847), di François-Léon Benouville.

### Nella letteratura
La letteratura omoerotica ha le sue basi storiche riconoscibili nelle opere degli antichi poeti classici, che contengono espliciti riferimenti a questo tipo di "immaginativa", data sia con la nozione tradizionale di "amore greco" per tutto ciò che concerne l'omosessualità nell'antica Grecia che con la serena naturalezza sessuale dei personaggi mitologici.
Un esempio notevole in tal senso, all'interno di questa società abituata all'omoerotismo, è rappresentato dal modello sociale efebofilico della pederastia greca come propulsore sociale, militare nonché politico di ogni ragazzo-efebo, aiutato ed accompagnato in ciò da un uomo adulto.
La pederastia e il desiderio sessuale tra persone dello stesso sesso è stato un argomento comune nella società della Grecia classica; viene affrontato nei dialoghi platonici Simposio e Fedro. Senofonte discute l'omoerotismo platonico in forma di burlesque a partire da una revisione critica ingegnosa, il tutto come parte dei suoi dialoghi socratici.
Aristofane include brevi riferimenti all'omoerotismo e al crossdressing nella sua commedia Le donne alle Tesmoforie; alla stessa maniera Plutarco comprende brevi riferimenti all'omoerotismo nella sua opera Erotikos.
Nel periodo classico dell'impero romano Svetonio rende più accattivante la narrazione biografica sui primi 12 imperatori romani nella suaopera Vite dei dodici Cesari narrando per filo e per segno le attività omosessuali in cui furono coinvolti.
La letteratura erotica antica, in Grecia e a Roma, è straordinariamente popolare negli scritti di Stratone di Sardi, Saffo di Lesbo, Automedonte, Filodemo di Gadara, Marco Argentario, eppoi in Petronio Arbitro, Gaio Valerio Catullo, Properzio, Tibullo e Ovidio, infine in Marziale, Giovenale e nei carmi denominati Priapea. Petronio include una scena omoerotica nel suo Satyricon, Saffo si è caratterizzata per una mirata lirica incentrata sull'omoerotismo al femminile, Ovidio frequenti accenni all'omoerotismo mitologico nelle sue Metamorfosi.

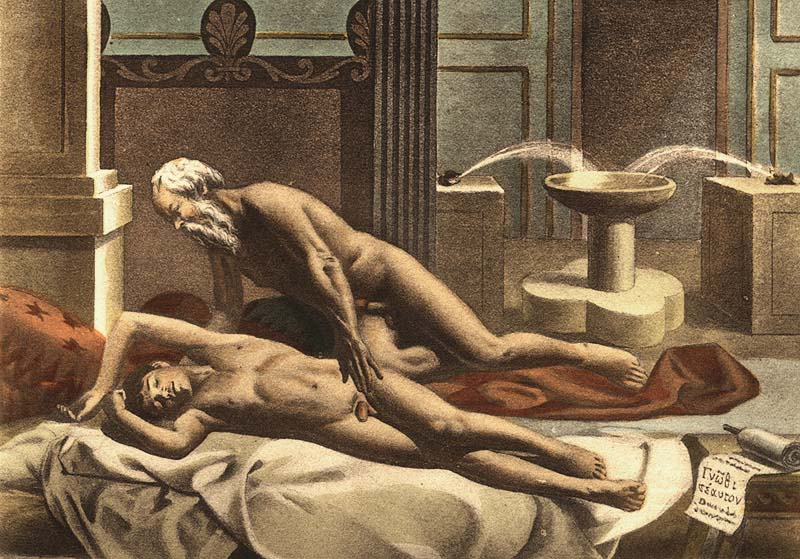
Amore socratico, il bel Alcibiade passa la notte nudo nel letto di Socrate; di Édouard-Henri Avril.

#### Poesia
Vi è anche una forte tradizione di omoerotismo nella poesia.
Esempio maggiore in tal senso nell'ambito del canone occidentale è quello costituito dai Sonetti del drammaturgo elisabettiano inglese William Shakespeare: anche se alcuni critici si sono sforzati di preservare la cosiddetta "credibilità letteraria" di Shakespeare negando la sua presunta omosessualità, nessuno ha potuto mai contestare il fatto che la maggior parte dei sonetti riguardano esplicitamente la poesia d'amore rivolta da un maschio ad un altro maschio.
L'unico altro artista rinascimentale a cimentarsi in versi omoerotici scritti in lingua inglese è stato Richard Barnfield il quale in "The Affectionate Shepherd" e "Cynthia" ha scritto poesie abbastanza esplicite; proprio la poesia di Barnfield, inoltre, è ora ampiamente accettata come esser stata una delle fonti d'ispirazione ed aver avuto grande influenza su Shakespeare.

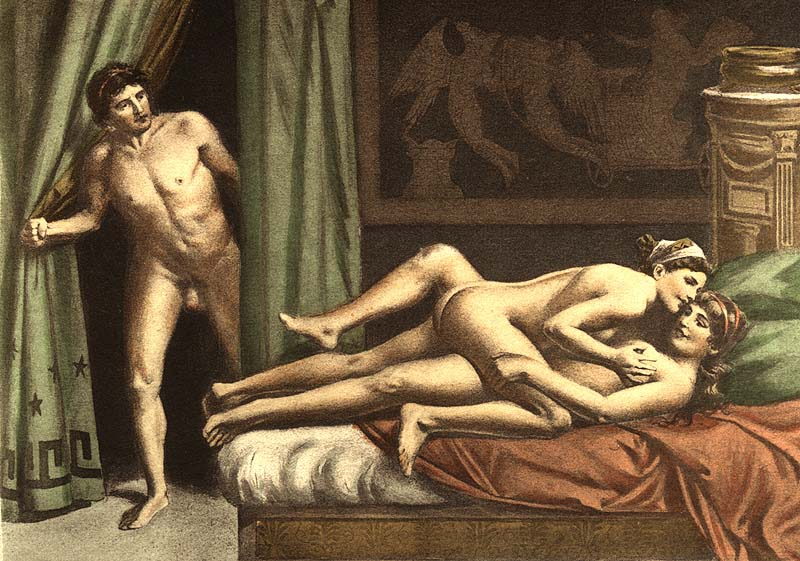
Lesbismo erotico in un dipinto di Édouard-Henri Avril

La tradizione poetica omoerotica appartiene a molti dei più grandi autori della storia della letteratura come Abu Nuwas, Walt Whitman, Federico García Lorca e Luis Cernuda, Wystan Hugh Auden, Fernando Pessoa (nella persona del suo alter ego Álvaro de Campos) e Konstantinos Kavafis, Pier Paolo Pasolini e Sandro Penna, Jean Genet e Jean Senac, Allen Ginsberg.
Nel mondo di lingua spagnola e portoghese ci sono Raul Pompeia, Álvares de Azevedo, Olavo Bilaspur, Mário de Andrade e Carlos Drummond de Andrade, Clarice Lispector, Caio Fernando Abreu, John Silverio Trevisan, Lygia Fagundes Telles e Mário de Sá Carneiro.
Non si può non citare Oscar Wilde, condannato a due anni di reclusione ai lavori forzati dopo esser stato accusato di sodomia a causa del suo intenso rapporto erotico con l'allora ventenne lord Alfred Douglas. Da questa esperienza ne trasse il De profundis, lunga lettera di contenuto omoerotico rivolta proprio al giovane amante ed in cui racconta la storia dei propri sentimenti nei suoi confronti e La ballata del carcere di Reading ove amaramente constata che "Eppure ogni uomo uccide ciò che più ama".
La raccolta di poesie d'amore Le canzoni di Bilitis (1894) di Pierre Louÿs è altamente rappresentativa dell'arte omoerotica contemporanea, perché vengono copiati gli stili lirici della poetessa Saffo, icona dell'omoerotismo antico.
Ma anche l'opera drammaturgica di Christopher Marlowe, i poemetti osceni di Arthur Rimbaud, Sodoma e Gomorra di Marcel Proust, l'intera opera di André Gide, infine l'opera saggistica di Michel Foucault e Roland Barthes discute anche di omoerotismo.

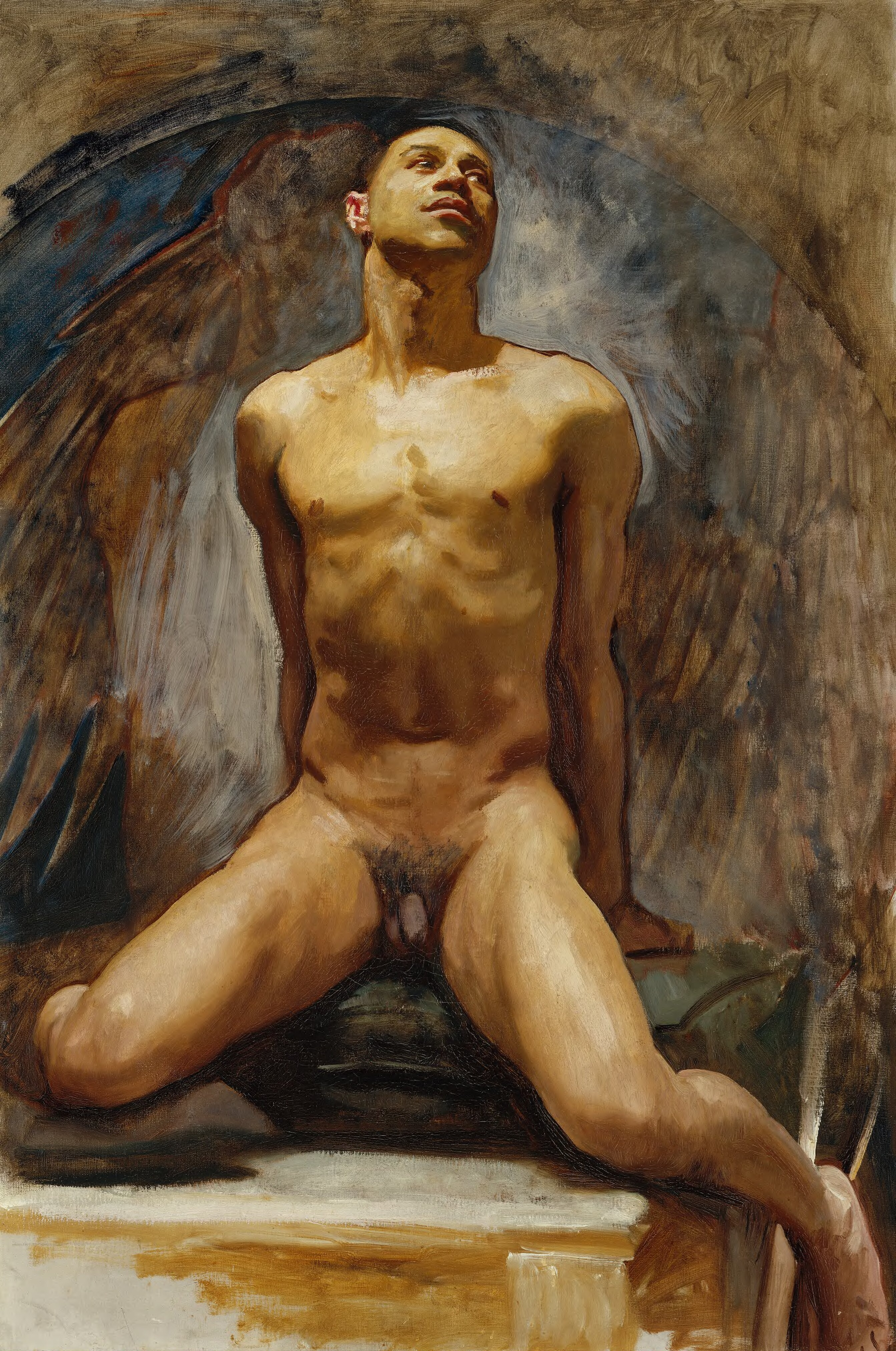
Studio di nudo (Thomas E. McKeller), di John Singer Sargent.

#### Narrativa
Nel periodo medioevale viene quasi completamente soppresso l'omoerotismo in arte a causa della criminalizzazione politica dell'omosessualità e delle sue espressioni più "peccaminose", come la sodomia.
Ma l'efebofilia, quando non la vera e propria pederastia, nelle espressioni d'amore rivolte a giovani e ragazzi sono ricorrenti nella prima cultura musulmana posteriore alla conquista araba dell'intero medio oriente e dell'Africa del nord; questo s'incarna in opere letterarie come Il collare della colomba (XI secolo) di Ibn Hazm e ne Il prato delle gazzelle (XIV secolo) di Muhammad al-Nawaji. Notevoli racconti riguardanti relazioni omoerotiche vengono rappresentati nelle opere di Abu Nuwas, come ad esempio il suo La gioia dei cuori.
La letteratura sopra una certa filosofia di argomento omoerotico in India appare tra il XIV e il XVI secolo come un tentativo sociale-politico di spiegare la naturalezza di omosessualità, bisessualità e identità transgender: ciò ad esempio compare nel codice legale Smriti-ratnavali e nel testo di critica Yaia-mangala.
In Giappone antichi romanzi come il Genji monogatari e il Kojiki contengono riferimenti all'omoerotismo e al transgenderismo.
Nel corso del XVII-XVIII secolo fa la sua apparizione il romanzo libertino il quale usa, tra gli altri, anche il sentimento omoerotico per provare le sue tesi filosofiche anticlericali. Dopo Sodom, or the Quintessence of Debauchery (1684), prima piece teatrale della storia a contenuto apertamente omosessuale ed attribuita all'autore libertino John Wilmot, abbiamo il classico della letteratura erotica Fanny Hill. Memorie di una donna di piacere (1748) di John Cleland che descrive senza alcun falso pudore le relazioni amorose omosessuali sia femminili che maschili, fino a giungere all'estremo sadismo coinvolgente la totalità dell'orientamento sessuale rappresentato da Le 120 giornate di Sodoma (1785) del marchese de Sade.
Alcune opere omoerotiche del XIX secolo includono: Lesbia Brandon (1859-1868) di Algernon Swinburne, I peccati dei città della pianura (1881) e Teleny, o Il rovescio della medaglia (1893).

All'interno della corrente modernista apparvero vari autori che iniziarono per la prima volta a descrivere la realtà del sentimento amoroso e del desiderio omosessuale, questo nella letteratura a più ampia diffusione: Claudine a scuola, di Colette, "Gestern und Heute" di Christa Winsloe (da cui è tratto il primo film a tema lesbico del cinema, Ragazze in uniforme) e l'autobiografico Il pozzo della solitudine della scrittrice inglese Radclyffe Hall sono alcuni di questi, divenuti subito tutti e tre dei classici della letteratura a tematica lesbica. Altre due autrici che hanno incentrato la loro poetica sull'omoerotismo femminile sono state Katherine Bradley e Virginia Woolf, quest'ultima praticamente in tutta la sua letteratura ma soprattutto con Orlando (1928).
Tutto quanto viene dallo spirito e dal pensiero può a stento e solo per breve tempo reggere il confronto con ciò che viene dalla natura ed è eterno. Aschenbach notò con meraviglia la bellezza perfetta del ragazzo. "Ti amo" sussurrò lasciando cadere le braccia, assalito da ricorrenti brividi. Era la forma stereotipa del desiderio, assurda in quel caso, impossibile, turpe, ridicola e tuttavia sacra e venerabile... E la sua anima assaporò la voluttà e il furore dello sfacelo.
Uno dei romanzi più fortemente omoerotici della letteratura moderna è sicuramente La morte a Venezia (1911) di Thomas Mann, che narra la vicenda di un uomo che s'innamora perdutamente di un adolescente. Ne è stata fatta una trasposizione cinematografica nel 1971, Morte a Venezia, a cura del regista italiano Luchino Visconti. Thomas Mann ha poi pubblicato nel 1925 un breve testo intitolato Über die Ehe ("Sul matrimonio") in cui afferma che l'omoerotismo appartiene al campo dell'estetica, mentre l'eterosessualità è prosaica. 

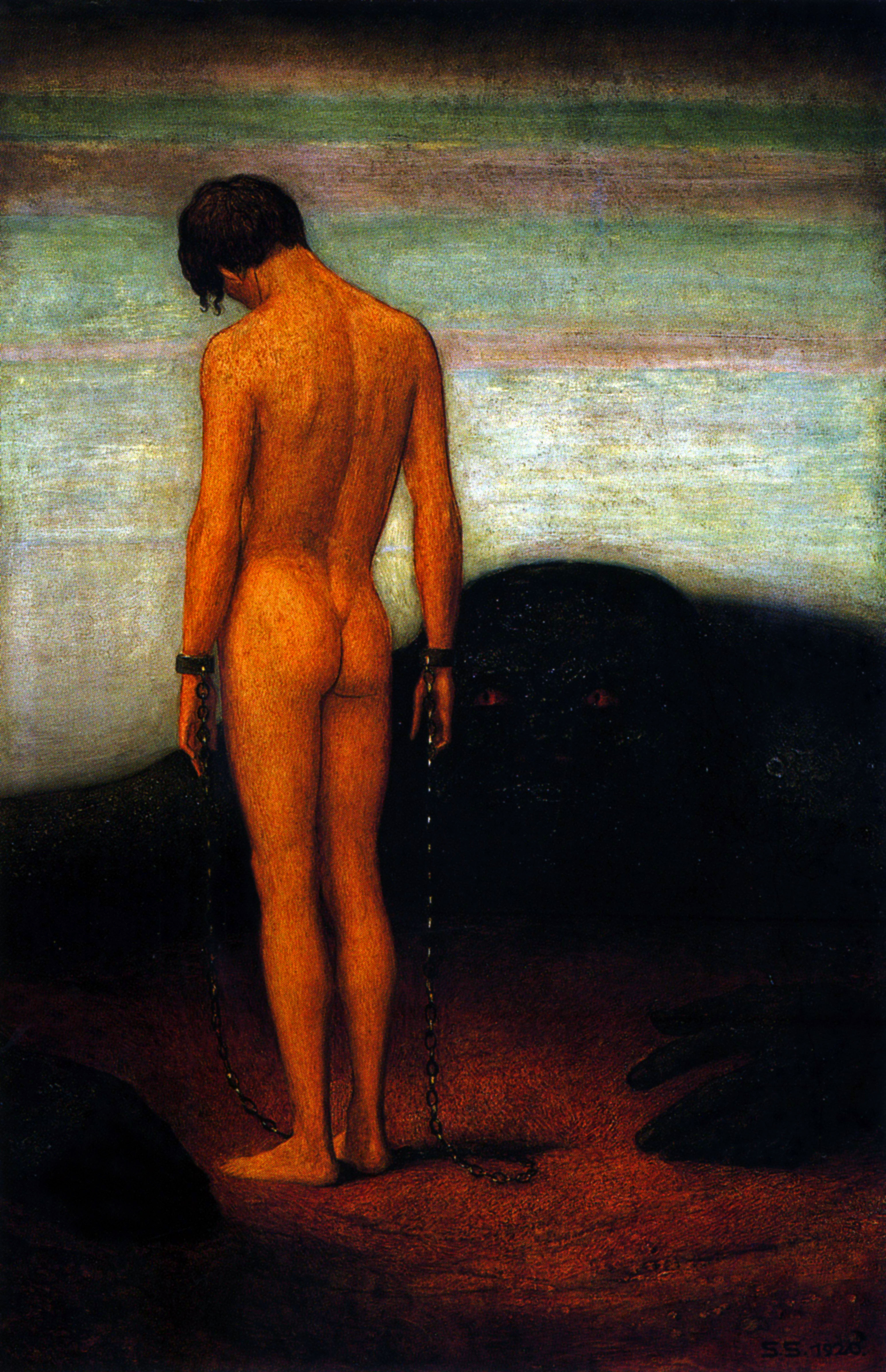
Il sentimento di dipendenza (1920) di Sascha Schneider.

Scritto nel 1914, ma pubblicato solo nel 1971 postumo, Maurice di Edward Morgan Forster, rappresenta una pietra miliare della letteratura omosessuale, essendo il primo libro moderno che racconta una storia di forte sentimento amoroso tra due giovani uomini che non finisce in maniera tragica: dopo essere stato iniziato ai tempi della scuola da un compagno di corsi, il protagonista non tradisce il proprio sentimento omoerotico nonostante le forti pressioni che gli provengono dall'esterno, finendo col trovare la felicità assieme ad un giovane del popolo.
Le amicizie particolari (1944) di Roger Peyrefitte racconta una vicenda di tensione omoerotica tra due ragazzini che convivono assieme in un collegio religioso.
Amado mio di Pier Paolo Pasolini, scritto durante gli anni di guerra in forma parzialmente diaristica e pubblicato postumo nel 1982, rappresenta forse una delle dichiarazioni più alte di "omoerotismo tormentato" nella narrativa, con la descrizione del rapporto d'amore che unisce un giovane maestro e il suo alunno poco più che adolescente.
Notre Dame des Fleurs (1944) e Querelle de Brest (1947) del poeta e drammaturgo francese Jean Genet
Il sangue mi tumultuò nelle vene, i lombi si gonfiarono quasi in un empito di rabbia. La parte di me ch'era prossima ad esplodere attendeva ch'io ne usassi con un ardore senza precedenti. Le mani cominciarono un movimento che non avevano imparato mai. Eruppe all'improvviso, portando con sé un'ebbrezza accecante.
Confessioni di una maschera (1949), primo romanzo di successo dello scrittore giapponese Yukio Mishima e parzialmente autobiografico, accenna ad un episodio omoerotico quando descrive il ragazzino appena adolescente che impara l'arte della masturbazione osservando con attenzione una riproduzione del S Sebastiano di Guido Reni; anche l'amicizia romantica che intrattiene con un compagno di classe più grande ha una connotazione omoerotica. Tutto il romanzo successivo dell'autore nipponico, Colori proibiti (禁色, Kinjiki) (1951-53), è anch'esso intriso di omoerotismo artistico.
Colui che prova un'attrazione per il proprio sesso - lo si capisca una volta per tutte - è... un amore come un altro, né migliore né peggiore. Le "leghe maschili" a quanto si dice hanno sempre avuto un carattere omoerotico, ed è sul principio delle "leghe" che si basa il fascismo. Ma... una "lega": proprio quello che voleva anche Walt Whitman, una lega di uomini uniti l'uno all'altro dall'amore. E la invocava con queste parole: "Per te, o Democrazia!" Dal pathos omoerotico sorge con fervore ciò che è democratico; esattamente come con Stefan George sorse ciò che è aristocratico.
Memorie di Adriano (1951) di Marguerite Yourcenar contiene una forte componente omoerotica, soprattutto quando descrive l'incontro ed il successivo rapporto amoroso intercorso tra l'imperatore romano del II secolo Publio Elio Traiano Adriano e l'adolescente efebo Antinoo.
Ernesto di Umberto Saba, scritto nel 1953 ma pubblicato postumo solo nel 1975, è la sincera ed ingenua confessione di un ragazzino che si trova a sperimentare, a poco tempo di distanza l'uno dall'altra, sia la passione amorosa nei confronti delle donne (in questo caso una prostituta) che quella verso gli uomini (un operaio trentenne che lavora per la ditta del padre).
Il ragazzo persiano (1972), romanzo storico di Mary Renault narra la vita del giovane schiavo persiano Bagoas, raccontando in prima persona il suo incontro con Alessandro Magno ed il fortissimo legame emotivo che il re dei macedoni instaurò con l'eunuco adolescente durante il suo viaggio fino ai confini del mondo.
Oltre a questi, nella letteratura gay moderna l'omoerotismo è rappresentato da romanzi importanti quali La pia danza (1926) di Klaus Mann, Alexis o il trattato della lotta vana (1929) di Marguerite Yourcenar, Addio a Berlino (ep. "Sally Bowles", 1939) di Christopher Isherwood, La statua di sale (1948) di Gore Vidal, La camera di Giovanni (1956) di James Baldwin, Paradiso (1966) di José Lezama Lima, Un giovane americano (1982) di Edmund White e La lingua perduta delle gru (1986) di David Leavitt. Nei paesi di lingua spagnola la narrativa omoerotica diventa molto popolare con scrittori come Manuel Mujica Lainez, Boris Izaguirre, Cristina Peri Rossi, Manuel Puig, José Donoso e Susana Guzner.

### Nel cinema
A partire dagli anni dieci fa la sua prima comparsa un'originale forma di propaganda sociale nel cinema denominata film d'exploitation e raffigurante varie problematiche considerate per il tempo socialmente inaccettabili, come il meticciato, la fornicazione e l'omosessualità, il crimine e la promiscuità, l'aborto e l'uso di sostanze stupefacenti. Questo tipo di film godette d'una vasta popolarità proprio per il loro carattere vietato.
Alcuni di questi film di culto includono Reefer Madness e Marijuana: The Devil's Weed, entrambi del 1936. Entro gli anni trenta cominciò ad uscir fuori anche un certo tipo di cinema omoerotico sperimentale, di solito contenente riferimenti e allusione all'erotismo e alla sessualità umana, mettendone in evidenza alcuni aspetti come il sesso esplicito, la masturbazione, la sodomia, la fornicazione e per l'appunto l'omoerotismo.
Alcune pellicole con queste caratteristiche sono Ragazze in uniforme (1931) e Lot in Sodom (1933), ma continua con le pellicole di cinema sperimentale dirette da Kenneth Anger: Fireworks (1947) e Scorpio Rising (1963).
Alcuni esempi a parte sono costituiti da Blow Job (1964), film muto diretto da Andy Warhol che mostrerebbe il volto di un giovane mentre sta ricevendo un atto di fellatio e Pink Narcissus (1971) di James Bidgood.
Si riconosce col termine camp anche quella nozione estetica iniziata negli anni cinquanta caratterizzata da enfasi ed esagerazione, da artificio estetico ed effeminatezza; ciò è stato uno degli elementi chiave nella concezione della cultura chiusa anteriore ai moti di Stonewall (1969). Il camp serviva come metodo di trasgressione per la cultura omosessuale, con l'intenzione originaria di voler in certo qual modo nobilitare i concetti di queer e transgender, ma aderendo e incorporandosi successivamente alle forme d'arte di massa trattanti l'omosessualità.
Alcuni famosi registi di camp sono Andy Warhol, Russ Meyer, John Huston, Armando Bó, Edward D. Wood Jr. e John Waters. Tra i film cult vi sono Glen or Glenda (1953), Mary Poppins (1964), Pink Flamingos (1972), The Rocky Horror Picture Show (1975), Il vizietto (1978), Ciao nì! (1979), Mammina cara (1981), Victor Victoria (1982), Priscilla - La regina del deserto (1994), Fuga dalla scuola media (1995), Showgirls (1995), Austin Powers - Il controspione (1997), Hairspray - Grasso è bello (2007) e Burlesque (2010).
Il sexploitation è una corrente dell'exploitation che si caratterizza per un'enfatizzazione delle scene di nudo e sesso esplicito, un formato molto popolare tra gli anni cinquanta e settanta. Come sottogenere di questo approccio e parallelo al New Queer Cinema nasce negli anni novanta il cosiddetto gayspolitation; esso si concentra principalmente nel ritrarre la vita sessuale di personaggi maschili omosessuali, introducendo argomenti quali la nudità, il sesso esplicito, l'abuso o la violenza sessuale, la prostituzione maschile, il "battuage", l'AIDS, il sadomasochismo, il gay bar o la sauna gay, oltre che le diverse identità gay quali possono essere quella leather, della comunità ursina e twink
Alcuni film di questo genere includono, dopo i precursori Cruising (1980) e Querelle de Brest (1982), Belli e dannati (1991), Hustler White (1996), Johns (1998), The Fluffer (2001) e Sugar (2004).
Il "New Queer Cinema" è stato una corrente cinematografica degli anni ottanta e novanta che s'è concentrata nel tentativo di nobilitare l'omosessualità all'interno della produzione filmica, mostrando le vite dei personaggi in un contesto di film romantico: in contrasto con l'enfasi della vita sessuale data dal precedente "gayploitation" e la ridicolizzazione comica del camp. Alcuni esempi pionieristici sono stati My Beautiful Laundrette (1985) e Maurice (1987).
Negli ultimi decenni la cinematografia ha introdotto l'omosessualità, con più frequenza quella maschile rispetto a quella femminile, come tema ricorrente nella trama dei film: esempi di cinema gay con forti connotazioni di omoerotismo romantico includono Beautiful Thing (1996), Latter Days (2003), I segreti di Brokeback Mountain (2005), Shelter (2007), Were the World Mine (Se il mondo fosse mio, 2008), Milk e A Single Man (2009).
Nel cinema a tematica lesbica sono inclusi Bound - Torbido inganno (1996), All over Me (1997), Fucking Åmål - Il coraggio di amare (1998), Gia - Una donna oltre ogni limite (1998), Gonne al bivio (1998), Boys Don't Cry (1999) e Saving Face (2004).
- Stirpe di sangue e L'undicesimo comandamento (2001), di David DeCoteau.

## Omoerotismo femminile
La rappresentazione di diversi nudi femminili può avere connotazioni lesbiche, come in alcuni dipinti di Gustave Courbet o di Henri de Toulouse-Lautrec.

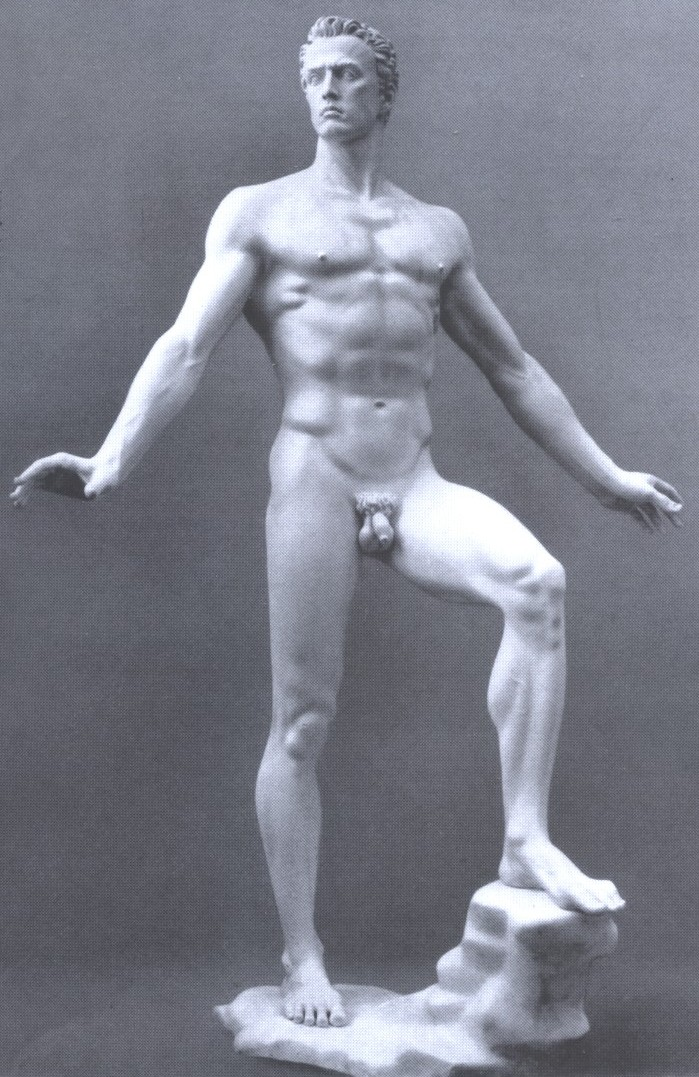
La forma del corpo umano maschile, secondo Hitler perfetta antitesi di qualsiasi arte degenerata. Der Sieger ("Un uomo tranquillo") di Arno Breker.

## Appendice: spunti storici di "estetica omoerotica"
Lo storico George Mosse afferma che esiste una precisa continuità nel paradigma di bellezza e mascolinità che parte dal critico d'arte tedesco omosessuale Winckelmann per giungere ad esempio ad Arno Breker, artista nazista per eccellenza, o all'architetto prediletto da Adolf Hitler, ossia Albert Speer: «l'arte nazista era in realtà omoerotica quanto quella di tutti i nazionalismi moderni…».
A proposito della sua venerazione per la scultura greca, Winckelmann però (assieme a quanto dissero anche August von Platen e Michelangelo Buonarroti) nega che vi sia un rapporto tra la bellezza perfetta e il desiderio di avere con questa bellezza relazioni sessuali; Mosse conclude sulla questione notando l'ironia "del fatto che un omosessuale, Winckelmann, avesse adattato l'arte greca ai gusti delle classi medie e abbia fornito il modello per lo stereotipo maschile nazionale". Celebre è l'episodio narrato da Giacomo Casanova in Storia della mia vita: un giorno andato a far visita a Winckelmann che risiedeva a Roma, trova un giovane e bel ragazzetto "intento a tirarsi su le braghe, lesto lesto, in un evidente tentativo di ricomporsi in fretta e furia".

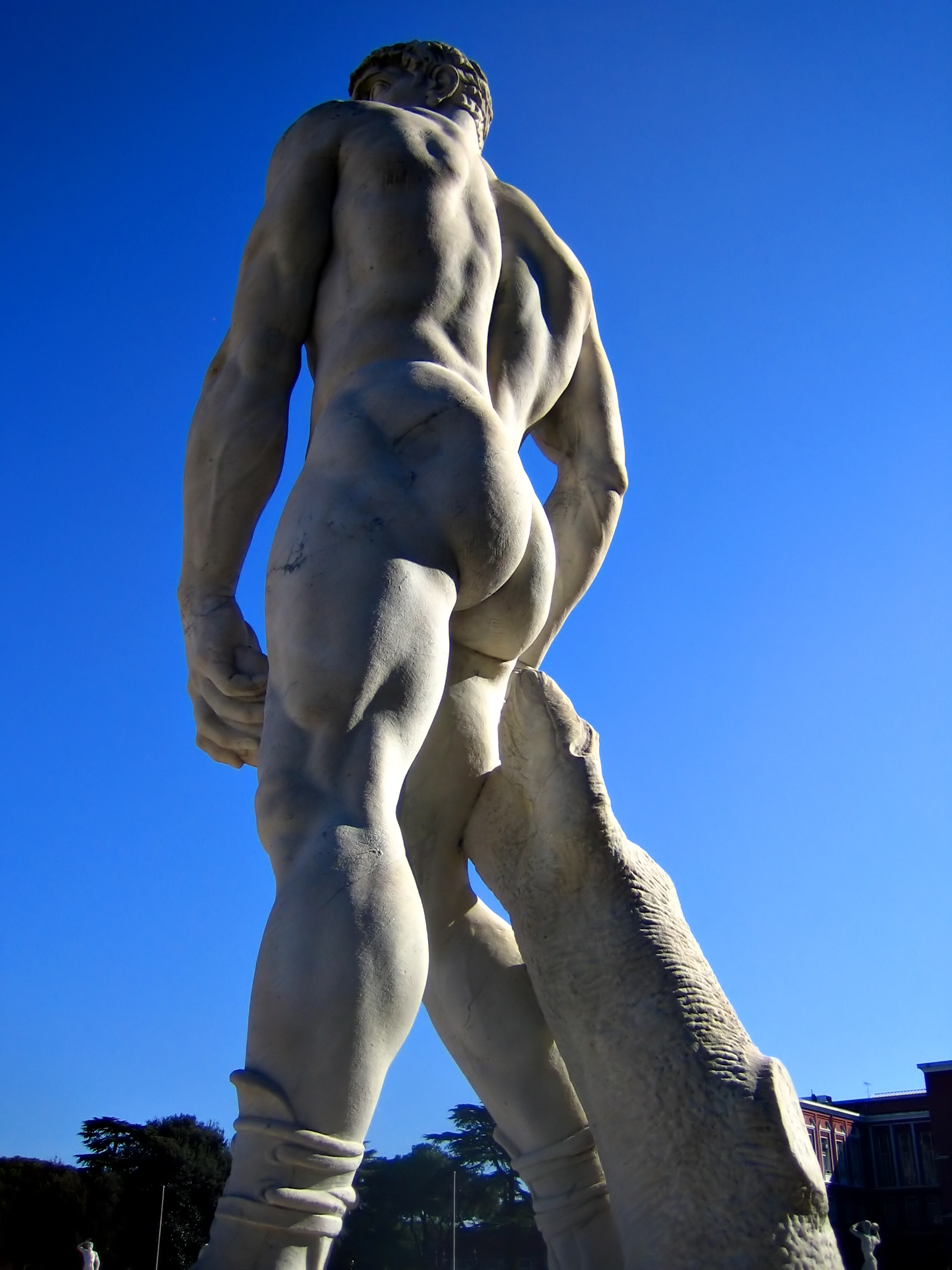
Visione latero-posteriore di Una delle statue dello Stadio dei Marmi a Roma in cui è messa in evidenza la plasticità dei muscoli, in particolare i Muscoli spinoappendicolari e i Muscoli ischiocrurali.

Ora, il Neoclassicismo non si limita a riesumare esclusivamente l'ambito estetico dell'epoca classica, ma ne ripropone anche nella sua interezza l'ideologia comportamentale, compreso quindi anche il lato dei rapporti sociali-interpersonali-sessuali. Da qui l'enfatizzazione della pederastia greca la quale occupa un posto centrale perfino nelle discussioni filosofiche antiche: omosessualità e passione per il classicismo saranno per molto tempo considerate intrinsecamente interconnesse.
La stessa cosa afferma anche Dominique Fernandez ne Il ratto di Ganimede che "i loro (di fascismo e nazismo) atleti e i loro guerrieri, troppo virili, hanno l'aria di posare per riviste gay. Assenza di ambiguità, bellezza troppo perfetta, posizioni ostentate, arte superficiale da manifesto: tutti i fantasmi dell'immaginario omosessuale si scatenano in queste figure erotizzate a oltranza", al riguardo basti solo pensare alle sculture dello Stadio dei marmi di Roma prodotte negli anni trenta.
Il corpo virile greco, riscoperto tramite le descrizioni di Winckelmann, diverrà immediatamente l'ideale normativo sbandierato dai nazionalismi europei. Una continuità sconcertante che dal culto del bello di Winckelmann conduce direttamente ai lager nazisti.
I membri della nobiltà conservatrice germanica sono stati poi tra gli indiscussi protagonisti del Grand Tour nei paesi europei del Sud, in primo luogo proprio Italia e Grecia, una sorta di autentico turismo sessuale ante litteram, ma praticato anche da nomi importanti del mondo industriale, della politica nonché della letteratura: mete principali erano Capri, Venezia, Roma, Firenze, Napoli e la Sicilia. Ciò contribuì notevolmente all'ampia propagazione del culto artistico di marca omoerotica lungo tutto il corso del XIX secolo.
Dopo Winckelmann (morto accoltellato a Trieste da un prostituto), il poeta August von Platen (che si prese il colera a Siracusa nel 1835), lo scrittore Frederik Rolfe detto "Baron Corvo", il magnate dell'acciaio Friedrich Alfred Krupp (suicida nel 1902 a seguito dell'accusa rivoltagli di praticare orge con i ragazzini italiani). Vi è infine il barone Wilhelm von Gloeden che a Taormina è uno dei creatori del nudo maschile nella fotografia con i suoi ragazzi siciliani.
Seguirono l'esempio tedesco del viaggio verso il paradiso della libertà erotica omosessuale vigente in Italia anche Lord Byron, Goethe, Hans Christian Andersen, Marcel Proust, E. M. Forster, Norman Douglas, fino a giungere al musicista Cole Porter. Daniel Defoe scriveva già all'inizio del '700: «La lussuria scelse la torrida zona d'Italia, dove il sangue fermenta in violenza e sodomia».

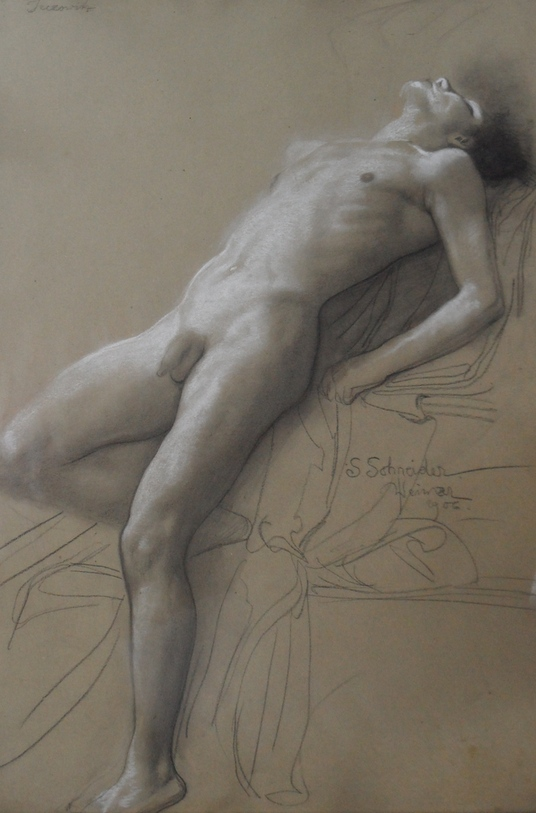
"Satiro nudo" (1906) di Sascha Schneider.

## Note

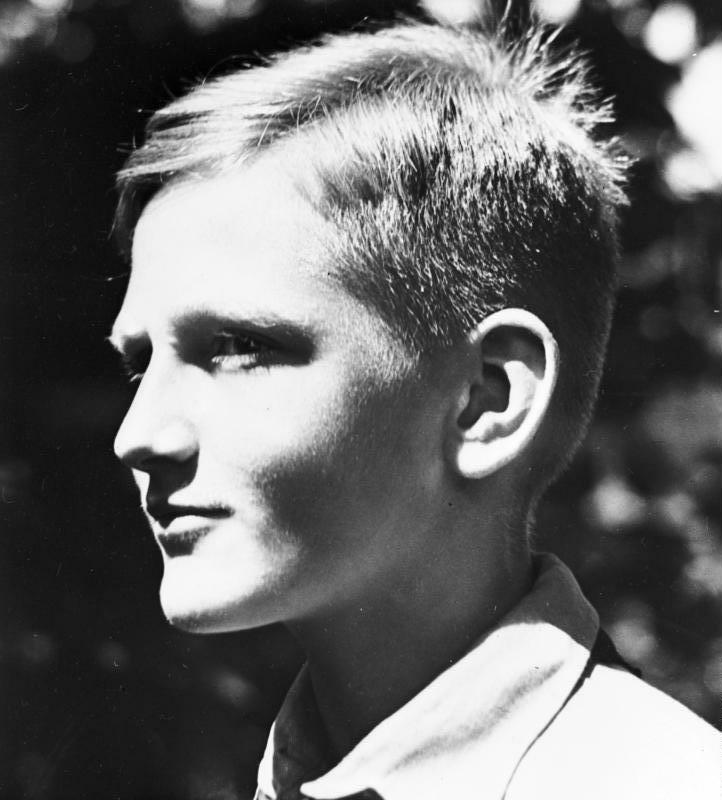
Gioventù hitleriana, esempio di perfetta bellezza ariana.